# Concili Vaticà II
El Segon Concili Ecumènic del Vaticà, conegut comunament com el Concili Vaticà II, o Vaticà II, va ser el 21è concili ecumènic de l'Església Catòlica Romana.
El concili es va reunir a la basílica de Sant Pere de Roma durant quatre períodes (o sessions), cadascun d'entre 8 i 12 setmanes, a la tardor de cadascun dels quatre anys 1962 a 1965. Va ser convocat pel Papa Joan XXIII, qui el va anunciar el 25 de gener de 1959. La preparació va durar tres anys, a partir de l'estiu de 1959 a la tardor de 1962. El concili va ser obert l'11 d'octubre de 1962 per Joan XXIII (papa durant la preparació i la primera sessió), i va ser clausurat el 8 de desembre de 1965 per Pau VI (papa durant les tres darreres sessions, després de la mort de Joan XXIII el 3 de juny de 1963).
El papa Joan XXIII va convocar el Concili perquè considerava que l'Església necessitava "una actualització" (en italià: aggiornamento). Per connectar amb la gent del segle xx en un món cada cop més secularitzat, calia millorar algunes de les pràctiques de l'Església i presentar el seu ensenyament d'una manera que els semblés rellevant i comprensible. Molts participants del Concili van mostrar simpaties amb aquest programa, mentre que altres van veure poca necessitat de canvis i es van resistir als esforços en aquesta direcció. Però el suport a l'aggiornamento va guanyar la resistència al canvi i, com a resultat, els setze documents magistrals produïts pel concili proposaven importants desenvolupaments en la doctrina i la pràctica: una àmplia reforma de la litúrgia, una teologia renovada de l'Església, de la revelació i dels laics, un nou plantejament de les relacions entre l'Església i el món, de l'ecumenisme, de les religions no cristianes i de la llibertat religiosa.
Ha estat el concili amb més representació de tots, amb una mitjana d'assistència d'uns dos mil "pares conciliars" procedents d'arreu del món i d'una gran diversitat de llengües i ètnies. A més, hi van assistir membres d'altres confessions religioses cristianes.
John W. O'Malley va anomenar aquest concili "l'esdeveniment religiós més important del segle xx".

## Rerefons
Des de finals de l'Edat Mitjana, l'Església catòlica s'havia sentit assetjada per forces hostils engendrades per la Reforma protestant, la Il·lustració i l'Estat laic que esdevingué dominant després de la Revolució Francesa. La reacció a aquestes forces va ser la centralització de l'autoritat a Roma (ultramontanisme) i una mentalitat de fortalesa que s'expressava en una actitud constantment negativa cap al món modern, i condemnes regulars de les idees o individus que encarnaven els seus errors. El Concili Vaticà I, amb la seva definició de la primacia papal i de la infal·libilitat papal, va representar la marca més alta de l'ultramontanisme. L'única teologia acceptable era la basada en els pilars bessons de la neoescolàstica i les encícliques dels papes recents. Quan això va resultar insuficient per aturar noves idees com l'ús del mètode històric-crític en estudis bíblics o nous estudis històrics que posaven en dubte la narració estàndard de la història de l'Església, el papa Pius X va publicar la seva encíclica Pascendi dominici gregis de 1907, on identificava i condemnava una nova heretgia anomenada modernisme, que es deia que era l'encarnació de totes aquestes noves idees. La batalla contra el modernisme va marcar la primera meitat del segle xx.
Però encara hi havia indicis de nou creixement en diversos racons de l'Església.
El moviment litúrgic
Les investigacions erudites del segle xix sobre la litúrgia dels primers segles van mostrar fins a quin punt la litúrgia actual s'havia allunyat de la pràctica anterior, on la congregació participava activament, responent i cantant en la seva pròpia llengua. Però ara la missa era en llatí, i la congregació observava en silenci el ritual realitzat pel sacerdot a l'altar. Aquesta constatació va inspirar un moviment modest per implicar la congregació en la missa, perquè respongués i cantés aquelles parts de la missa que els pertanyien. Alguns fins i tot van proposar que el llatí fos substituït per la llengua del poble. El moviment litúrgic va ser rebut amb molta cautela per les autoritats de l'Església. A principis dels anys 50 es va produir una important reforma de les cerimònies de Setmana Santa, però a principis dels anys 60, poca cosa més havia canviat.
El Moviment Ecumènic
El terme "ecumenisme" va començar a utilitzar-se al segle xx per referir-se als esforços, inicialment entre els protestants, per a la reunificació dels cristians. Inicialment, l'Església catòlica era hostil al moviment ecumènic. La posició tradicional de l'Església era que els catòlics no tenien res a aprendre dels protestants i l'única manera en què es produiria la unitat cristiana era quan els no catòlics tornessin a l'Església Catòlica. La col·laboració amb no catòlics estava prohibida. A principis de la dècada de 1950, hi havia un modest moviment ecumènic dins de l'Església Catòlica, però tenia poc suport de les autoritats.
El moviment bíblic
El 1960, la gran majoria dels catòlics no havien llegit mai la Bíblia ni tan sols n'havien tingut cap. Per a la majoria dels catòlics, la lectura personal de la Bíblia era una cosa que només feien els protestants. Però entre els teòlegs i pastors catòlics hi havia desenvolupat un interès renovat per la Bíblia al segle xx. L'encíclica Divino afflante spiritu del papa Pius XII de 1943 va donar un impuls renovat als estudis bíblics catòlics i va encoratjar la producció de noves traduccions de la Bíblia a partir de les llengües originals. Això va portar a un intent pastoral d'aconseguir que els catòlics comuns redescobrissin la Bíblia, la llegissin, per convertir-la en una font de la seva vida espiritual. Això va trobar una resposta en cercles molt limitats. L'any 1960, encara estava en la seva infància.
Recursos i Nouvelle théologie
A la dècada de 1930, la teologia dominant basada en la neoescolàstica i les encícliques papals estava sent rebutjada per alguns teòlegs com a seca i poc inspiradora. Així, va néixer el moviment anomenat ressourcement, el retorn a les fonts: basant la teologia directament en la Bíblia i els Pares de l'Església. Alguns teòlegs també van començar a debatre temes nous, com ara la dimensió històrica de la teologia, la teologia del treball, l'ecumenisme, la teologia dels laics, la teologia de les "realitats terrenals". Tots aquests escrits en un nou estil que es va anomenar “la nouvelle théologie”, i aviat van cridar l'atenció de Roma.
La reacció va arribar l'any 1950. Aquell any Pius XII va publicar Humani generis, una encíclica “sobre algunes opinions falses que amenacen de soscavar els fonaments de la doctrina catòlica”. Sense posar noms, va criticar els que defensaven noves maneres de fer teologia. Tothom entenia que l'encíclica estava directament en contra de la nouvelle théologie, així com dels desenvolupaments de l'ecumenisme i els estudis bíblics. Algunes d'aquestes obres van ser col·locades a l'Índex de llibres prohibits, i alguns dels autors tenien prohibit ensenyar o publicar. Els que més van patir van ser el jesuïta Henri de Lubac i el dominic Yves Congar, que no van poder ensenyar ni publicar fins a la mort de Pius XII el 1958. A principis dels anys seixanta, altres teòlegs sota sospita incloïen el jesuïta Karl Rahner i el jove Hans Küng.
Tal era la situació a la mort de Pius XII el 1958. Aquestes noves idees serien suprimides o se'ls permetrien sobreviure, o fins i tot rebre la benedicció de l'Església sota un nou papa?
A més, hi havia els assumptes pendents del Concili Vaticà I (1869-70). Quan s'havia interromput per l'entrada de l'exèrcit italià a Roma al final de la unificació italiana, els únics temes que s'havien completat eren la teologia del papat i la relació de la fe i la raó, mentre que la teologia dels bisbes i del els laics van quedar sense adreçar-se.
Al mateix temps, els bisbes del món s'enfrontaven a reptes impulsats pel canvi polític, social, econòmic i tecnològic. Alguns d'aquests bisbes estaven buscant noves maneres d'afrontar aquests reptes. Què podien esperar del successor de Pius XII?

## Cronologia

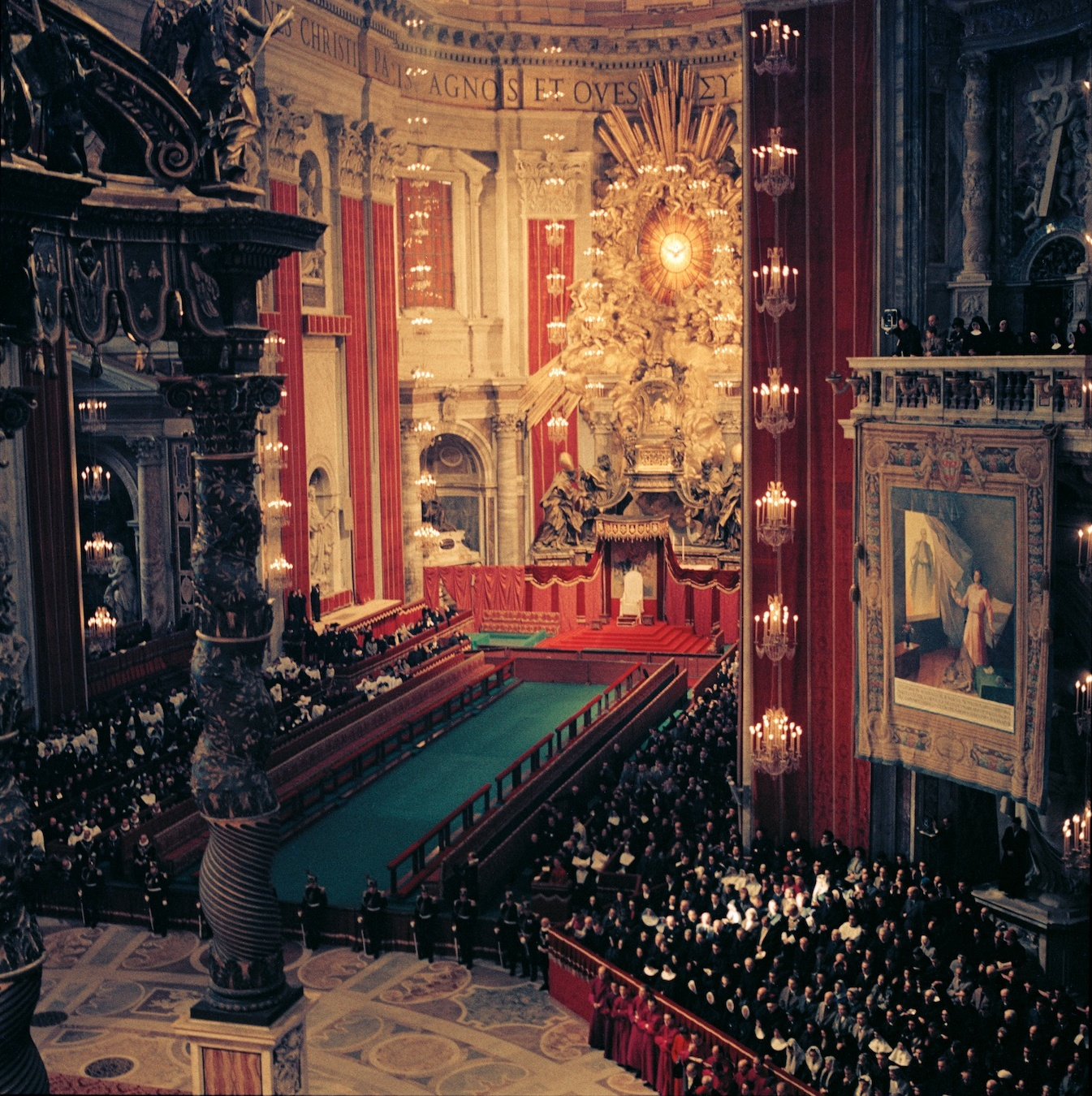
Abans d'una missa papal al Concili; zona entre l'altar papal i l'altar absis/cathedra, davant seu la seu del papa.

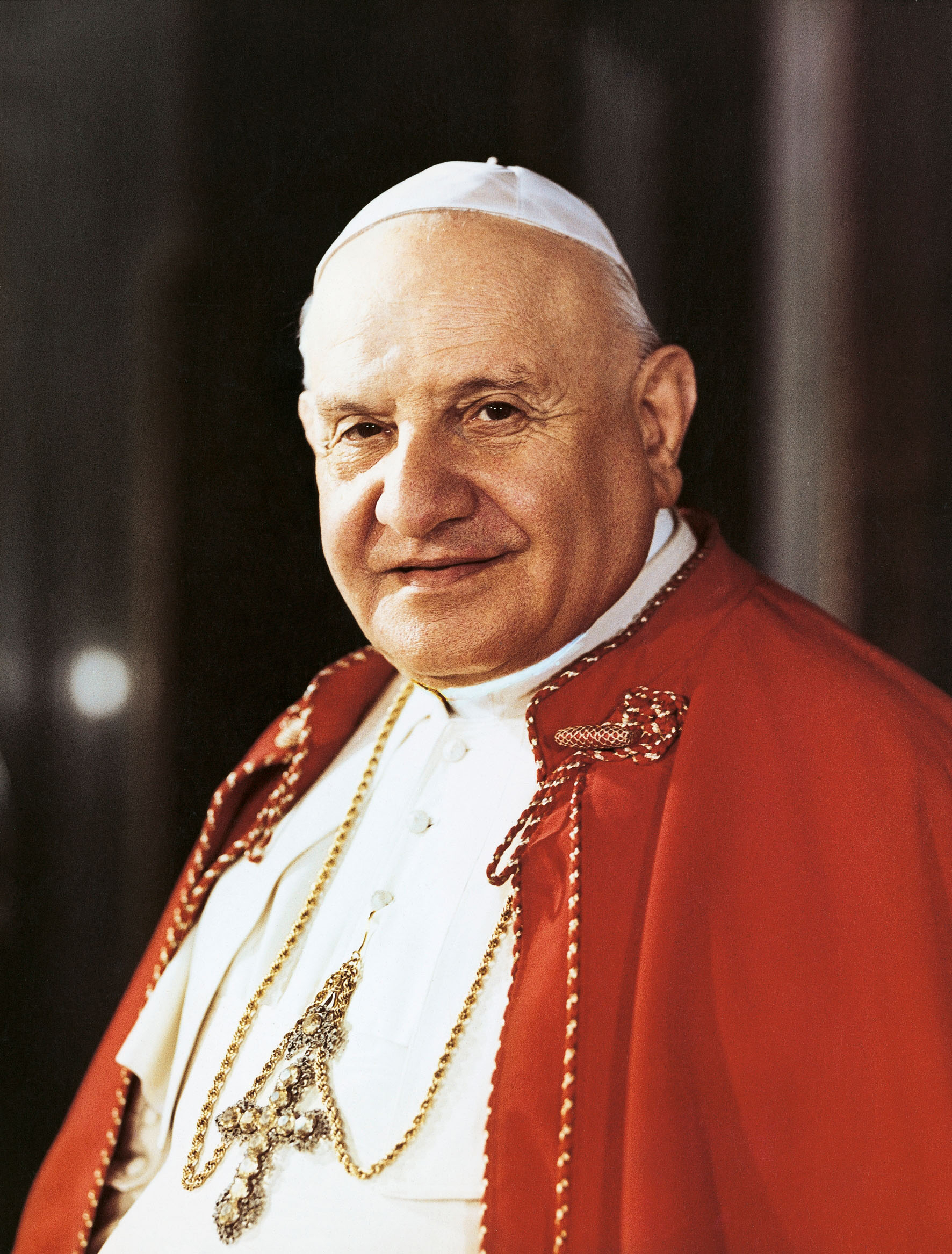
El papa Joan XXIII

### Anunci i expectatives
Amb l'elecció de Joan XXIII l'octubre de 1958, tothom esperava un pontificat breu, però amb sorpresa va comunicar la seva intenció de convocar el concili el 25 de gener de 1959, menys de tres mesos després de la seva elecció.
Hi ha diverses ironies sobre ell, ja que tot i que és un concili d'obertura, col·legialitat i altres elements, Joan XXIII el va convocar sense consulta, conforme la infal·libilitat del Papa (cf. Pius XII, 1950, Dogma de l'Assumpció). El convocà després de 3 dies d'oració El seu anunci a la sala capitular del monestir benedictí annex a la basílica de Sant Pau Extramurs va sorprendre fins i tot els cardenals presents., però el motiu precís era un poc vague: «aire fresc a l'Església», un cert «aggiornamento».
Només deu dies abans havia provat la idea amb un d'ells, el seu cardenal secretari d'estat Domenico Tardini, que va donar suport entusiasta a la idea. Encara que el papa va dir més tard que la idea li va sorgir en un instant durant la seva conversa amb Tardini, dos cardenals havien intentat abans interessar-lo en la idea. Eren dos dels més conservadors, Ernesto Ruffini i Alfredo Ottaviani, que ja l'any 1948 havien proposat la idea a Pius XII i que la van presentar davant Joan XXIII el 27 d'octubre de 1958.
La reacció a l'anunci va ser generalitzada i en gran manera positiva per part dels líders religiosos i seculars fora de l'Església Catòlica.
El concili va ser convocat formalment per la constitució apostòlica Humanae Salutis el 25 de desembre de 1961.
En diverses discussions abans de la convocatòria del concili, Joan XXIII va dir que era el moment d'"obrir les finestres [de l'Església] i deixar entrar una mica d'aire fresc", un "cert aggiornamento".

### Preparació
Van trigar més de tres anys –des de l'estiu de 1959 fins a la tardor de 1962– per preparar-se per al Concili. El primer any (conegut oficialment com a "període avantpreparatori") es va dedicar a una àmplia consulta del món catòlic sobre temes a examinar al Concili, mentre que els altres dos anys (coneguts oficialment com a "període preparatori") es van ocupar de la redacció dels documents, anomenats esquemes, que serien sotmesos als bisbes per a la seva discussió al Concili.
El 17 de maig de 1959, Joan XXIII anuncià la creació de la Comissió Avantpreparatòria, i designà com a president d'aquesta el cardenal secretari d'Estat, Domenico Tardini. Els secretaris dels diversos dicasteris de la cúria van ser la resta de membres de la comissió. El 26 de maig següent aquesta es reuní per primera vegada i es decidí donar llum verda a dues cartes: una als organismes de la cúria per a que preparessin comissions d'estudi sobre els temes atractar al concili; i l'altra a 3 grups de persones demanant-los que enumeressin els temes que creguessin que calia tractar al Concili. Els 3 grups eren: els bisbes del món, les universitats i facultats de teologia catòliques i els departaments de la Cúria. Un any més tard, s'havien rebut unes 9.000 votacions individuals ("desitjos"). Alguns eren típiques de maneres de fer del passat, demanant noves definicions dogmàtiques o condemnes dels errors. Altres anaven amb esperit d'aggiornamento, demanant reformes i noves maneres de fer.
El 15 de juliol, Joan XXIII comunicà a Tardini que el concili s'anomenaria "Vaticà II" i que, per tant, no hauria de considerar-se com una continuació del Vaticà I, que havia quedat suspès.

#### Etapa avantpreparatòria
L'estiu de 1960 es van crear deu Comissions Preparatòries, encarregades d'elaborar els esquemes que es sotmetran al Concili. Cada comissió preparatòria tenia la mateixa àrea de responsabilitat que un dels principals departaments de la Cúria i estava presidida pel cardenal que encapçalava aquest departament. A partir de les 9.000 propostes es va crear una llista de temes, que es van repartir en aquestes comissions segons l'àmbit de la seva competència. Algunes comissions van preparar un esquema per a cada tema que se'ls demanava tractar, d'altres un únic esquema que englobava tots els temes que se'ls va lliurar. El document final s'anomenà Analyticus conspectus consiliorum et votorum quae ab episcopis et praelatis data sunt.

#### Fase preparatòria
La fase preparatòria pròpiament dita començà el 5 de juny de 1960 amb la publicació del motu proprio Superno Dei nutu, que va ser redactat pel cardenal Tardini. Aquest document fixà les comissions preparatòries en 10 temes, amb una Comissió Central Preparatòria, que supervisava i coordinava les tasques de totes. Era un gran cos de més de 100 membres, inclosos dos terços dels cardenals, de la qual Pericle Felici va ser nomenat secretari general. Els presidentes de les comissions temàtiques eren els prefectes dels dicasteris corresponents.
Com a resultat del seu treball, es van eliminar 22 esquemes de l'agenda conciliar, molts perquè es podien tractar durant una revisió prevista del Codi de Dret Canònic després del Concili, i es van consolidar i fusionar diversos esquemes, amb el resultat que el nombre total d'esquemes es va reduir de 70 a 22.
Aquestes van ser les comissions preparatòries i el nombre d'esquemes que van redactar:
| Comissió Preparatòria                | Esquemes |
| ------------------------------------ | -------- |
| Teologia                             | 9        |
| Bisbes i diòcesis                    | 7        |
| Disciplina del clergat i dels fidels | 17       |
| Religiosos                           | 1        |
| Esglésies catòliques orientals       | 11       |
| Litúrgia                             | 1        |
| Disciplina dels Sagraments           | 10       |
| Estudis i Seminaris                  | 6        |
| Missions                             | 1        |
| Apostolat dels Laics                 | 1        |

A aquests organismes s'afegiren, per cobrir el desig del papa que totes les Esglésies participessin al concili, un Secretariat per a la Promoció de la Unitat dels Cristians, presidit pel cardenal Augustin Bea, qui sol·licità a Mons. Johannes Willebrands que l'ajudés com a secretari del nou ens. També es creà un Secretariat pels mitjans de comunicació.
| Secretaria                           | Esquemes |
| ------------------------------------ | -------- |
| Mitjans de comunicació moderns       | 1        |
| Promoció de la Unitat dels Cristians | 5        |

El nombre total d'esquemes va ser de 70. Com que la majoria d'aquestes comissions i secretaries preparatòries eren força conservadores, els esquemes que van elaborar només mostraven indicis modestos d'actualització. Les dues excepcions notables foren la comissió preparatòria de la litúrgia i el Secretariat per a la unitat dels cristians, els esquemes del qual eren molt favorables a la renovació. Els esquemes elaborats per la comissió preparatòria de teologia, dominada per funcionaris del Sant Ofici (el departament curial per a l'ortodòxia teològica) no mostraven cap aggiornamento.

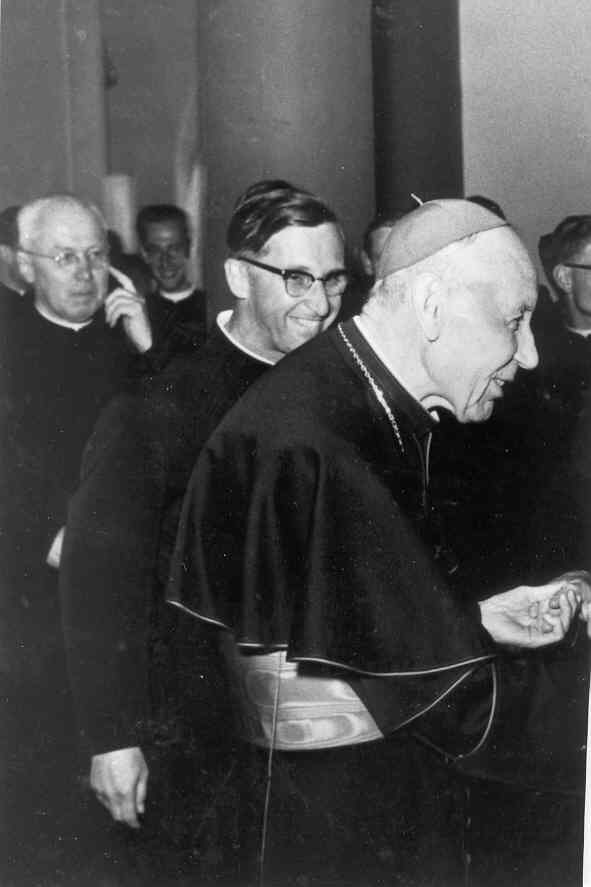
El cardenal Augustin Bea, a qui 'acredita influència en algunes de las reformes ecumèniques més significatives del Concili

El 14 d'octubre de 1960, el papa constituí un Secretariat administratiu del Concili, al qual encarregà tractar dels assumptes de finançament i desenvolupament material del mateix. El 7 de novembre es creà la Comissió per al cerimonial, que tractaria les qüestions relacionades amb la litúrgia i els llocs a ocupar a la basílica de Sant Pere per part dels pares conciliars. El president d'aquesta darrera comissió va ser el cardenal Eugène Tisserant.
Els treballs de les comissions començaren oficialment el 14 de novembre de 1960, després d'un discurs de Joan XXIII. La missió principal d'aquestes comissions era elaborar els documents que, després d'obtenir el vist-i-plau del papa, serien presentats per a la discussió a l'aula. Les temàtiques foren tan variades que fins i tot va ser necessària la creació de subcomissions.
Després d'un any i mig de treball, les comissions i el un Secretariat per a la Promoció de la Unitat dels Cristians van produir un total de 75 esquemes. Aquests esquemes van ser revisats per la comissió central que inclogué diverses modificacions i retallades.
El 25 de desembre de 1961, Joan XXIII convocà la celebració del concili per a 1962 amb la butlla Humanae salutis i el 2 de febrer següent, per mitjà del motu proprio Consilium diu (o, simplement Consilium—, fixà la data d'obertura per a l'11 de novembre.

### El reglament
Una novetat del Vaticà II va ser que el reglament a seguir durant les sessions no va ser votat pels mateixos pares conciliars. Donat aquest precedent, i amb el Codi de Dret Canònic de 1917 que donava molts més poders en relació amb el concili al papa, no es considerà que en aquest concili el reglament fos sotmès a l'opinió dels participants. Així, el març de 1961, Pericle Felici sol·licità a la comissió preparatòria central que es manifestés sobre alguns temes relacionats amb el reglament. El juny següent el cardenal Arcadio Larraona sol·licità la formació d'una subcomissió per a la redacció del reglament. El 7 de novembre la subcomissió va ser creada i treballà des de l'11 de novembre fins al 27 de juny. Dos dies després el text va ser lliurat a monsenyor Felici, qui el feu arribar al papa. Després d'integrar diversos canvis sol·licitats pel mateix Joan XXIII, el reglament va ser oficialitzat pel motu proprio Ordo Concilii oecumenici Vaticani II celebrandi.
El text estava dividit en 3 parts: participants, normes i procediments.

#### Participants
A més dels bisbes diocesans, es considerà que els bisbes titulars tinguessin vot deliberatiu, així com els superiors grals de congregacions de dret pontifici amb més de 3.000 membres. Els experts i teòlegs convidats pel papa podrien participar en les congregacions generals i, fins i tot si se'ls demanava, intervenir a l'aula o a la redacció dels esquemes per a les diverses comissions. Els observadors només podrien participar en les congregacions generals i sessions públiques, que gaudirien de traducció simultània. Els pèrits convidats per cada bisbe no podrien participar en les congregacions grals.

#### Normes
Es mantindria el secret sobre allò que es discutís al concili. La llengua oficial seria el llatí, tot i que a les comissions podrien emprar-se d'altres llengües. El dret a parlar es donaria d'acord amb la jerarquia: els cardenals primer, després els patriarques, a continuació els arquebisbes, els bisbes, etc.
Es crearia una presidència del concili conformada per 10 cardenals i una secretaria general. Existirien, a més, 10 comissions, en concordància amb les 10 comissions preparatòries, tot i que amb alguna variant, integrades per 24 membres cadascuna: 16 elegits per l'assemblea i 8 nomenats pel papa (que incloïen el president de la comissió). A aquestes comissions s'afegí un secretariat per a afers extraordinaris.

#### Procediments
Els texts preparats per les comissions preparatòries, després del vist-i-plau del pontífex, s'enviarien als pares conciliars per al seu coneixement abans de tractar-se a les congregacions generals. A la sessió corresponent, un relator, normalment el secretari de la comissió preparatòria respectiva, presentaria l'esquema a l'assemblea. Cada pare conciliar podria intervenir per admetre, rebutjar o sol·licitar esmenes generals de l'esquema presentat. No obstant, aquestes intervencions havien de ser indicades amb 3 dies d'antelació a la secretaria del concili. Després es votarien els canvis proposats i s'analitzarien els resultats de la voració. Finalment, es faria una votació de l'esquema complert i, si aquest obtenia la majoria necessària, es deixaria pendent la seva aprovació solemne per a la següent "sessió pública" amb la presència del papa.
El text del reglament no preveia amb claredat les passes a seguir en cas que un esquema fos rebutjat, però sí les passes per a incloure les esmenes proposades.

### Organització
- Pares del Concili: Tots els bisbes del món, així com els caps dels principals ordes religiosos masculins, tenien dret a ser "Pares conciliars", és a dir, participants plens amb dret de paraula i vot. El seu nombre era d'uns 2.900, tot i que uns 500 d'ells no hi podrien assistir, ja fos per motius de salut o vellesa, o perquè les autoritats comunistes del seu país no els deixarien marxar. Els pares conciliars assistents van representar 79 països: el 38% eren d'Europa, el 31% d'Amèrica, el 20% d'Àsia i Oceania i el 10% d'Àfrica. (Al Vaticà I un segle abans hi havia 737 pares conciliars, la majoria d'Europa,)[22] Al Vaticà II, uns 250 bisbes eren asiàtics i africans nadius, mentre que al Vaticà I, no n'hi havia cap.
- Congregacions Generals: Els pares conciliars es reunien en sessions diàries —conegudes com a Congregacions Generals— per discutir els esquemes. i votar-los. Aquestes sessions tenien lloc a la basílica de Sant Pere cada matí fins a les 12:30 de dilluns a dissabte (excepte dijous). La mitjana d'assistència diària va ser d'unes 2.200 persones. A banda i banda de la nau central de Sant Pere s'havien construït grades amb grades de seients per a tots els pares conciliars. Durant la primera sessió, un Concili de Presidents, de 10 cardenals, s'encarregava de presidir les assemblees generals, els seus membres presidint per torn les sessions diàries. Durant la resta de sessions, aquesta tasca va pertànyer a un Concili de 4 moderadors.
 Les intervencions estaven limitades a 10 minuts i havien de ser en llatí. S'havien d'escriure prèviament, després lliurar-los textualment i lliurar-los perquè constés. Així, els actes no consistien en un debat espontani, sinó en la lectura de discursos llatins.
Tots els vots requerien una majoria de dos terços. Per a cada esquema, després d'una discussió preliminar es votava si es considerava acceptable en principi o si es rebutjava. Si s'acceptava, el debat va continuar amb votacions sobre capítols i paràgrafs individuals. Els bisbes podien presentar esmenes, que després eren escrites a l'esquema si eren sol·licitades per molts bisbes. Les votacions continuaven així fins a arribar a un ampli consens, després del qual es procedia a la votació final d'un document. Això era seguit més tard per una sessió on el Papa promulgava el document com a magisteri oficial del Concili. Hi havia una norma no escrita que, per ser considerat magisteri oficial de l'Església, un document havia de rebre una majoria aclaparadora de vots, en algun lloc del 90%. Això va portar a molts compromisos, així com a formulacions prou àmplies com per a que fossin acceptables per gent a l'altre costat d'una qüestió.
Totes les Congregacions Generals estaven tancades al públic. Els pares conciliars tenien l'obligació de no revelar res del que passava a les sessions diàries. Aviat es va trencar el secret i molta informació sobre les Congregacions Generals diàries es va filtrar a la premsa.
El Papa no assistia a les congregacions generals, sinó que seguia les deliberacions mitjançant circuit tancat de televisió.
- Sessions públiques: Aquestes eren semblants a les Congregacions Generals, excepte que estaven obertes a la premsa i la televisió, i el Papa hi era present. Hi va haver 10 sessions públiques al llarg del Concili: el dia d'obertura de cadascun dels quatre períodes del Concili, 5 dies en què el Papa va promulgar els documents del Concili i l'últim dia del Concili.
- Comissions: Gran part del treball detallat del Concili es va fer en aquestes comissions. Com les comissions preparatòries durant el període preparatori, eren 10, cadascuna cobria el mateix àmbit de la vida de l'Església que un departament curial particular i presidida pel cardenal que dirigia aquest departament. Cada comissió incloïa 25 pares conciliars (16 elegits pel Concili i 9 nomenats pel Papa, així com consultors (perits oficials) nomenat pel papa). A més, el Secretariat per a la Unitat dels Cristians, nomenat durant el període preparatori, va continuar existint amb les mateixes competències que una comissió. Les comissions tenien l'encàrrec de revisar els esquemes a mesura que els pares conciliars presentaven esmenes. Es reunien a les tardes o al vespre. El procediment era més informal que a les assemblees generals: hi havia un debat espontani, de vegades acalorat, i no sempre es feia servir el llatí. Com les Congregacions Generals, estaven tancades al públic i subjectes a les mateixes normes de secret.
- Pèrits Oficials: Aquests experts van ser nomenats pel Papa per assessorar els Pares Conciliars, i van ser assignats com a consultors de les comissions, on van tenir un paper important en la reescriptura dels documents conciliars. A l'inici del Concili, hi havia 224 pèrits oficials, però el seu nombre arribaria finalment a 480. Els teòlegs que havien estat silenciats durant els anys 40 i 50, com Yves Congar i Henri de Lubac, i alguns teòlegs que estaven sota sospita en cercles romans a principis dels anys 60, com Karl Rahner i Hans Küng, van ser nomenats pèrits per la seva experiència. El seu nomenament va servir per reivindicar les seves idees i els va oferir una plataforma des de la qual podien treballar per aprofundir en les seves opinions.
- Observadors: Una innovació important va ser la invitació del papa Joan a les Esglésies ortodoxes i protestants per enviar observadors al Concili. Finalment s'hi van representar 21 confessions o organismes com el Concili Mundial d'Esglésies.[23][22][24][a] Els observadors tenien dret a assistir a totes les assemblees generals (però no a les comissions) i es barrejaven amb els pares conciliars durant els descansos i els feien saber les seves reaccions als discursos o als esquemes. La seva presència va ajudar a trencar segles de desconfiança.
- Teòlegs personals: Cada bisbe podia portar un assessor teològic personal de la seva elecció. Per exemple, Karl Rahner, Joseph Ratzinger i Hans Küng van anar primer al Concili com a teòleg personal d'algun bisbe, i més tard van ser nomenats pèrits oficials. Com a pèrits, van oferir xerrades informals a grups de bisbes, posant-los al dia sobre l'evolució de la seva especial àrea de coneixement.
- Auditors laics: A partir de la Segona Sessió, es va convidar un petit nombre de laics a assistir-hi com a “auditors”. A alguns d'ells se'ls va demanar que es dirigís al Concili sobre les seves inquietuds com a laics. Els primers auditors eren tots homes, però a partir de la tercera sessió també es van nomenar un nombre de dones.

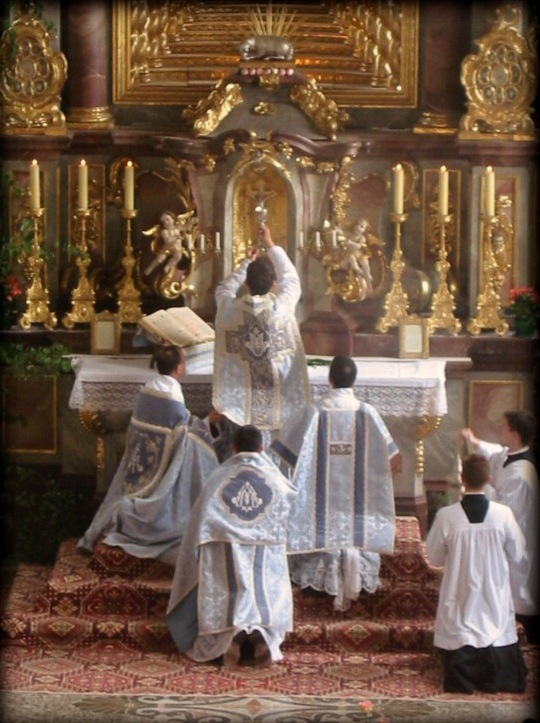
Un sacerdot catòlic celebra la missa tridentina, la forma de la missa prevalent abans del concili, mostrant el calze després de la consagració.

### Primer període: 1962 (11 d'octubre - 8 de desembre)

#### Obertura
Joan XXIII va obrir el concili l'11 d'octubre de 1962 en sessió pública a la basílica de Sant Pere de la Ciutat del Vaticà i va llegir la declaració Gaudet Mater Ecclesia davant els pares conciliars.
| «                                                       | El que cal en l'actualitat és un nou entusiasme, una nova alegria i serenitat d'ànim en l'acceptació sense reserves per part de tota la fe cristiana, sense perdre aquella exactitud i precisió en la seva presentació que va caracteritzar els actes del Concili de Trento i el Concili Vaticà I. El que cal, i el que anhelen avui tots els que estan imbuïts d'un esperit realment cristià, catòlic i apostòlic, és que aquesta doctrina sigui més àmpliament coneguda, més profundament entesa i més penetrant en els seus efectes en la vida moral dels homes. El que cal és que aquesta doctrina certa i immutable, a la qual els fidels deuen obediència, s'estudiï de nou i es reformi en termes contemporanis. Perquè aquest dipòsit de fe, o veritats contingudes en la nostra antiga ensenyança és una cosa; la manera com s'exposen aquestes veritats (amb el seu significat conservat intacte) és una altra cosa. | » |
| — Joan XXIII, "Discurs d'obertura", Concili, Roma, IT.) | |   |

#### Comissions
La primera sessió de treball del Concili va ser el 13 d'octubre de 1962. L'ordre del dia d'aquell dia incloïa l'elecció dels membres de les deu comissions conciliars. Cada comissió tindria setze membres electes i vuit designats, i s'esperava que fessin la major part de la feina del Concili. S'havia esperat que els membres de les comissions preparatòries, on la Cúria estava fortament representada, es confirmessin com a majoria a les comissions conciliars. Però el cardenal francès Achille Liénart es va dirigir al Concili, dient que els bisbes no podien votar intel·ligentment pels estranys. Va demanar que s'ajorna la votació per donar l'oportunitat a tots els bisbes d'elaborar les seves pròpies llistes. El cardenal alemany Josef Frings va secundar aquesta proposta i la votació es va ajornar. La primera reunió del Concili es va aixecar al cap de només quinze minuts.

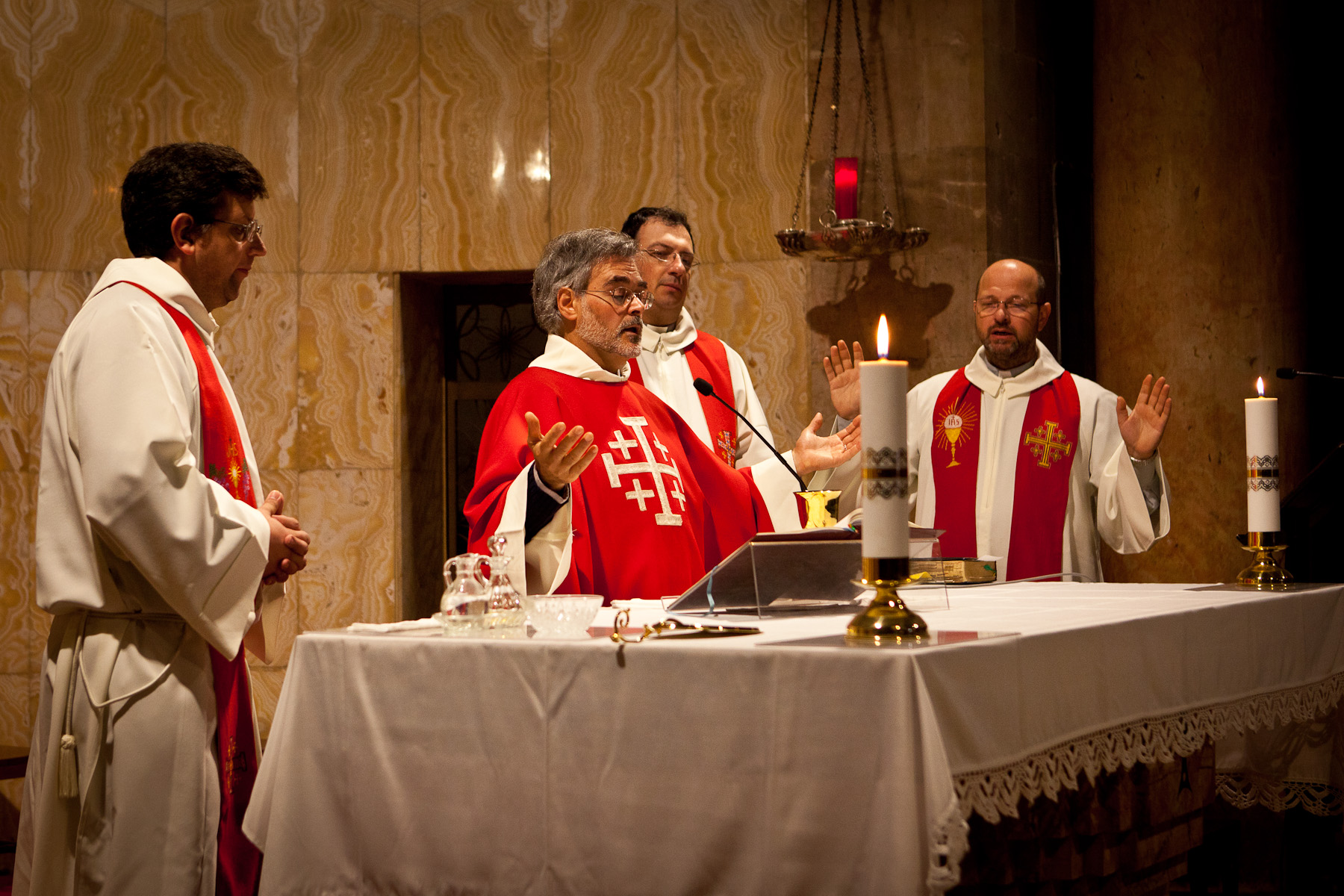
Una missa contemporània en la pràctica moderna, ja que versus populum es va convertir en la postura i el gest habituals practicats després del concili. El sacerdot s'enfronta a la congregació, mentre que les peces de vestir i les obres d'art són menys ornamentades.

Els bisbes es van reunir per parlar de la composició de les comissions, juntament amb altres qüestions, tant en grups nacionals com regionals, així com en tertúlies més informals. Els schemata originals (en llatí per esborranys) de les sessions preparatòries, elaborats per Sebastiaan Tromp, el secretari de la Comissió Teològica Preparatòria, van ser rebutjats per una aliança de clergues de " Renania " de tendència liberal i se'n van crear de nous. Quan el Concili es va reunir el 16 d'octubre de 1962, una nova llista de membres de la comissió va ser presentada i aprovada pel Concili. Un canvi important va ser un augment significatiu de membres d'Europa central i del nord, més enllà de països com Espanya o Itàlia. Més de 100 bisbes d'Àfrica, Àsia i Amèrica Llatina eren holandesos o belgues i tendien a associar-se amb els bisbes d'aquests països. Aquests grups estaven liderats pels cardenals Bernardus Johannes Alfrink dels Països Baixos i Leo Suenens de Bèlgica.
Es van establir onze comissions i tres secretaries, amb els seus respectius presidents:
- De doctrina fidei et morum (Comissió sobre la doctrina de la fe i la moral), Alfredo Ottaviani;
- De episcopis et dioecesium regimine (Comissió dels bisbes i el govern de les diòcesis), Paolo Marella;
- De ecclesiis orientalibus (Comissió de les Esglésies Orientals), Amleto Giovanni Cicognani;
- De sacramentorum disciplina (Comissió de Disciplina dels Sagraments), Benedetto Aloisi Masella;
- De disciplina cleri et populi christiani (Comissió per a la disciplina del clergat i del poble cristià), Pietro Ciriaci;
- De religiosis (Comissió de Religiosos), Ildebrando Antoniutti;
- De sacra liturgia (Comissió de la Sagrada Litúrgia), Arcadio Larraona;
- De missionibus (Comissió per a les Missions), Gregorio Pietro XV Agagianian;
- De seminariis, de studiis, et de educatione catholica (Comissió de Seminaris, Estudis i Escoles Catòliques), Giuseppe Pizzardo;
- De fidelium apostolatu and De scriptis prelo edendis et de spectaculis moderandis (Comissió per a l'apostolat laic, la premsa i la moderació dels espectacles), Fernando Cento;
- Comissió Tècnica i Organitzada, Gustavo Testa;
- Ad christianorum unitatem fovendam (Secretariat per a la Promoció de la Unitat dels Cristians), Augustin Bea;
- Secretaria Administrativa, Alberto di Jorio.

### Interval entre el primer i el segon períodes

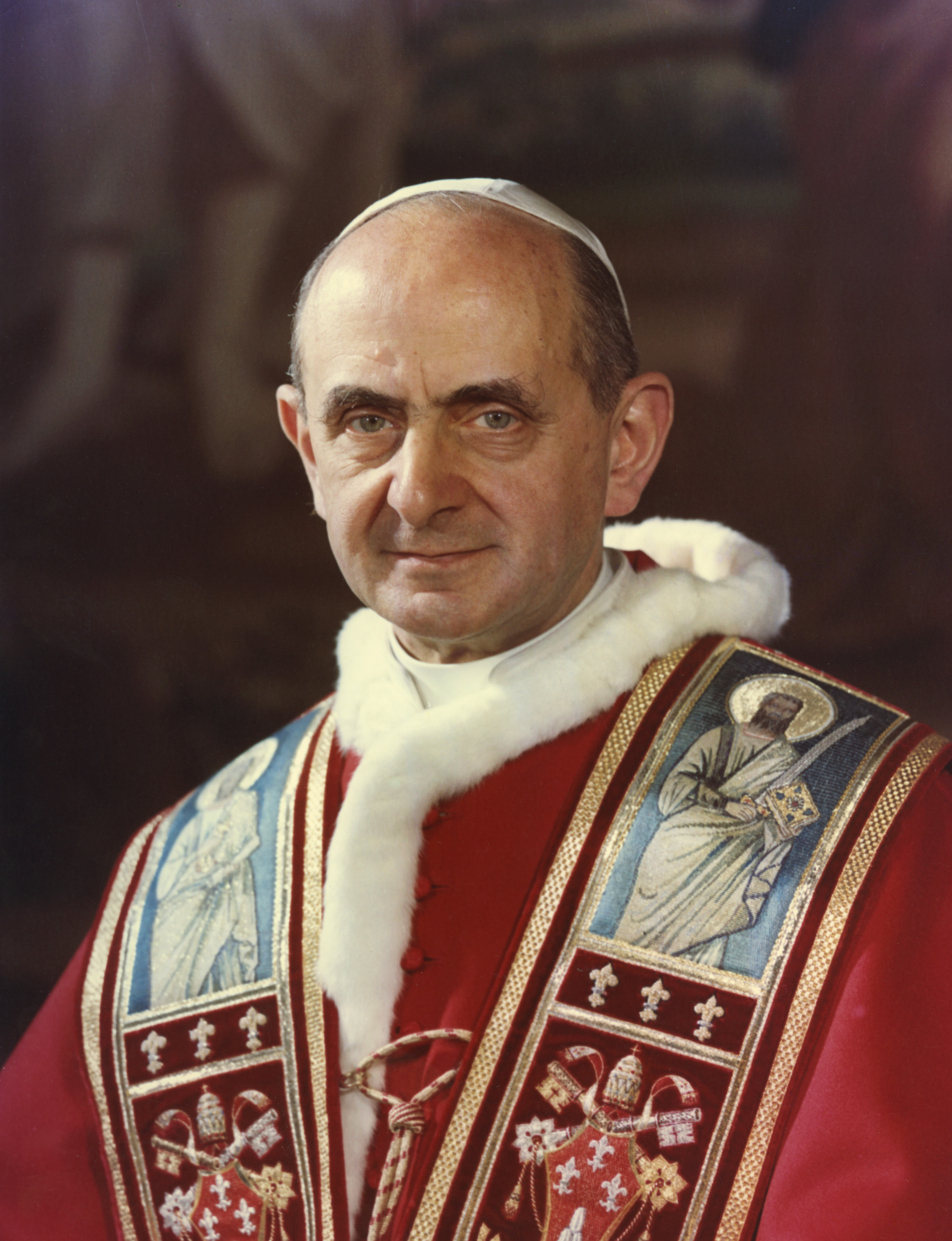
Pau VI

Després de l'ajornament del 8 de desembre, es va començar a treballar en els preparatius per a les sessions previstes per al 1963. Aquests preparatius, però, es van aturar a la mort de Joan XXIII el 3 de juny de 1963, ja que un concili ecumènic catòlic queda automàticament interromput i suspès a la mort del papa que l'havia convocat, fins que el següent papa ordenés que continués o es dissolgués el concili. Pau VI va ser elegit el 21 de juny de 1963 i immediatament va anunciar que el Concili continuaria.
En els mesos previs a la segona sessió, Pau VI va treballar per corregir alguns dels problemes d'organització i procediment que s'havien descobert durant la primera sessió. Els canvis incloïen la invitació d'observadors laics catòlics i no catòlics addicionals, la reducció del nombre d'esquemes proposats a disset (que es van fer més generals, d'acord amb la naturalesa pastoral del Concili) i, posteriorment, l'eliminació del requisit de secret al voltant de les sessions generals.

### Segon període: 1963 (29 de setembre - 4 de desembre)
El discurs d'obertura de Pau VI el 29 de setembre de 1963 va subratllar la naturalesa pastoral del Concili i va establir quatre propòsits:
- definir més plenament la naturalesa de l'Església i el paper del bisbe;
- renovar l'Església;
- restaurar la unitat entre tots els cristians, inclosa la recerca del perdó per les contribucions catòliques a la separació;
- iniciar un diàleg amb el món contemporani.

Durant aquesta segona sessió, els bisbes van aprovar la constitució sobre la litúrgia, Sacrosanctum Concilium, i el decret sobre comunicació social, Inter mirifica. Es va seguir treballant amb els esquemes sobre l'Església, els bisbes i les diòcesis, i sobre l'ecumenisme.
Va ser en aquesta sessió que es va demanar una revisió del ritu de la consagració de les verges que es va trobar al Pontifici Romà; el Ritu revisat va ser aprovat per Pau i publicat el 1970.
El 8 de novembre de 1963, Josef Frings va criticar el Sant Ofici, i en va fer una defensa articulada i apassionada del seu secretari, Alfredo Ottaviani, en un dels intercanvis més dramàtics del Concili. (El conseller teològic del cardenal Frings era el jove Joseph Ratzinger, qui més tard com a cardenal dirigiria el mateix departament de la Santa Seu, i entre 2005 i 2013 regnaria com a Benet XVI). La segona sessió va finalitzar el 4 de desembre.

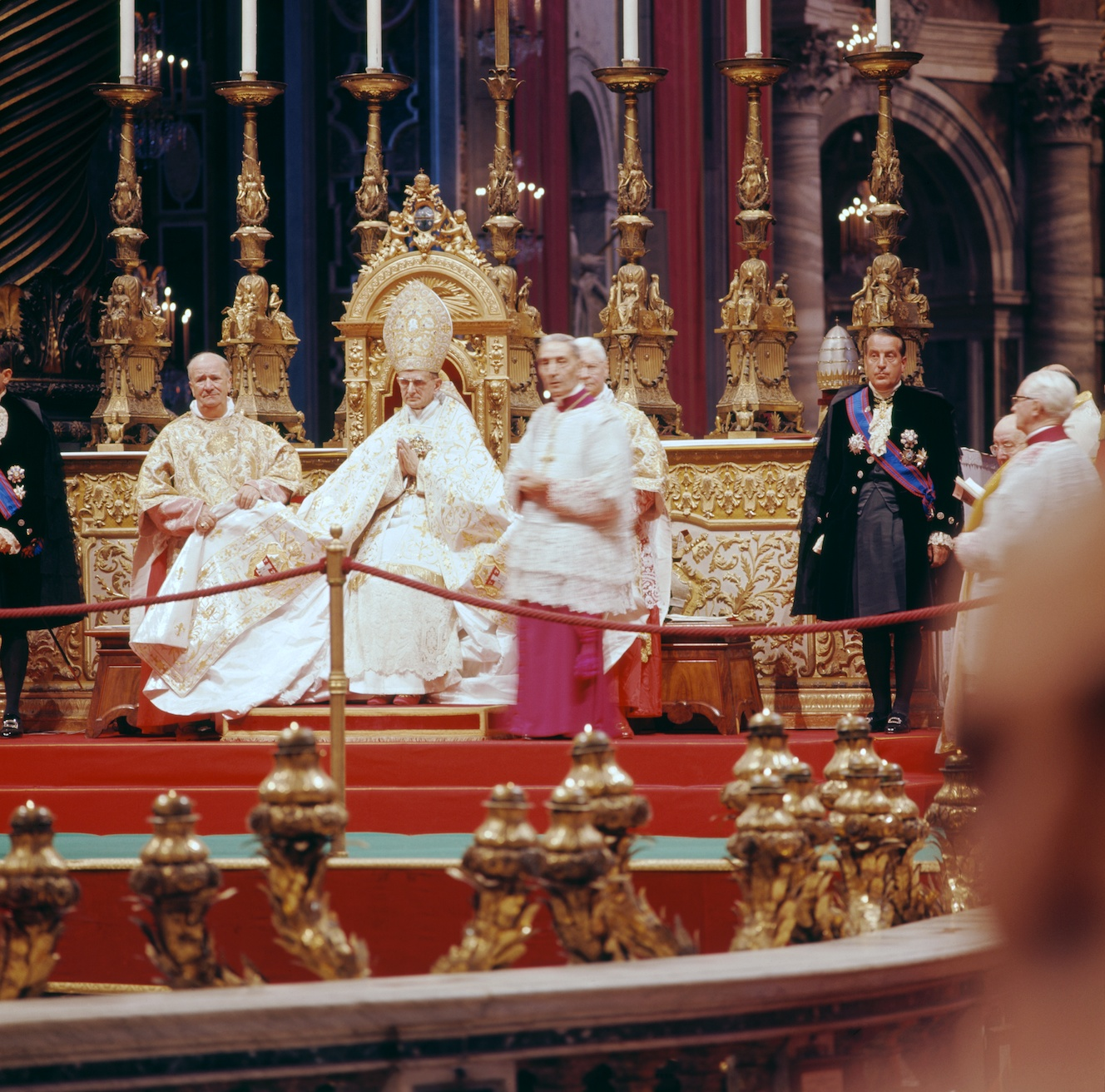
Pau VI presidint l'entrada introductòria del Concili, flanquejat pel cardenal Alfredo Ottaviani (esquerra), el cardenal camarlenc Benedetto Aloisi Masella i mossèn Enrico Dante (futur cardenal), mestre de cerimònies papal (dreta) i dos cavallers pontificis.

### Interval entre segon i tercer períodes
En el temps entre la segona i la tercera sessió, els esborranys proposats es van revisar més a partir dels comentaris dels pares conciliars. Una sèrie de temes es van reduir a declaracions de proposicions fonamentals que podrien obtenir l'aprovació durant la tercera sessió, i les comissions postconciliars s'encarregaren de l'aplicació d'aquestes mesures.
Al final de la segona sessió, el cardenal Leo Joseph Suenens de Bèlgica havia preguntat als altres bisbes: "Per què parlem de la realitat de l'Església quan la meitat de l'Església ni tan sols està representada aquí?", referint-se a les dones. En resposta, 15 dones van ser designades com a auditores el setembre de 1964. Finalment, 23 dones van ser auditores al Concili Vaticà II, incloses 10 dones religioses. Els auditors no tenien cap funció oficial en les deliberacions, tot i que assistien a les reunions de les subcomissions que treballaven en els documents del Concili, en particular els textos que tractaven de laics. També es reunien setmanalment per llegir esborranys de documents i comentar-los.

### Tercer període: 1964 (14 de setembre - 21 de novembre)
Durant la tercera sessió, que va començar el 14 de setembre de 1964, els pares del consistori van treballar amb un gran volum de propostes. Allí "van ser aprovats i promulgats pel Papa" esborranys sobre l'ecumenisme (Unitatis redintegratio); la visió oficial sobre els "germans separats" protestants i ortodoxos orientals; les esglésies de ritu oriental (Orientalium Ecclesiarum); i la Constitució Dogmàtica de l'Església (Lumen gentium).
Els esborranys sobre la vida i el ministeri dels sacerdots i l'activitat missionera de l'Església van ser rebutjats i enviats de nou a comissions per a una reescriptura completa. Es va continuar treballant en els esborranys restants, en particular els sobre l'Església en el món modern i sobre la llibertat religiosa. Hi va haver controvèrsia sobre les revisions del decret sobre la llibertat religiosa i la manca de votació durant la tercera sessió, però Pau va prometre que aquest esborrany seria el primer a revisar en la propera sessió.
Pau va tancar la tercera sessió el 21 de novembre anunciant un canvi en el dejuni eucarístic i reafirmant formalment Maria com a "Mare de l'Església". Mentre que alguns van demanar més dogmes sobre Maria, en un discurs del 2 de febrer de 1965 Pau VI es va referir a la "direcció cristiana i centrada en l'Església que el concili pretén donar a la nostra doctrina i devoció a Nostra Senyora".:12

### Interval entre tercer i quart períodes

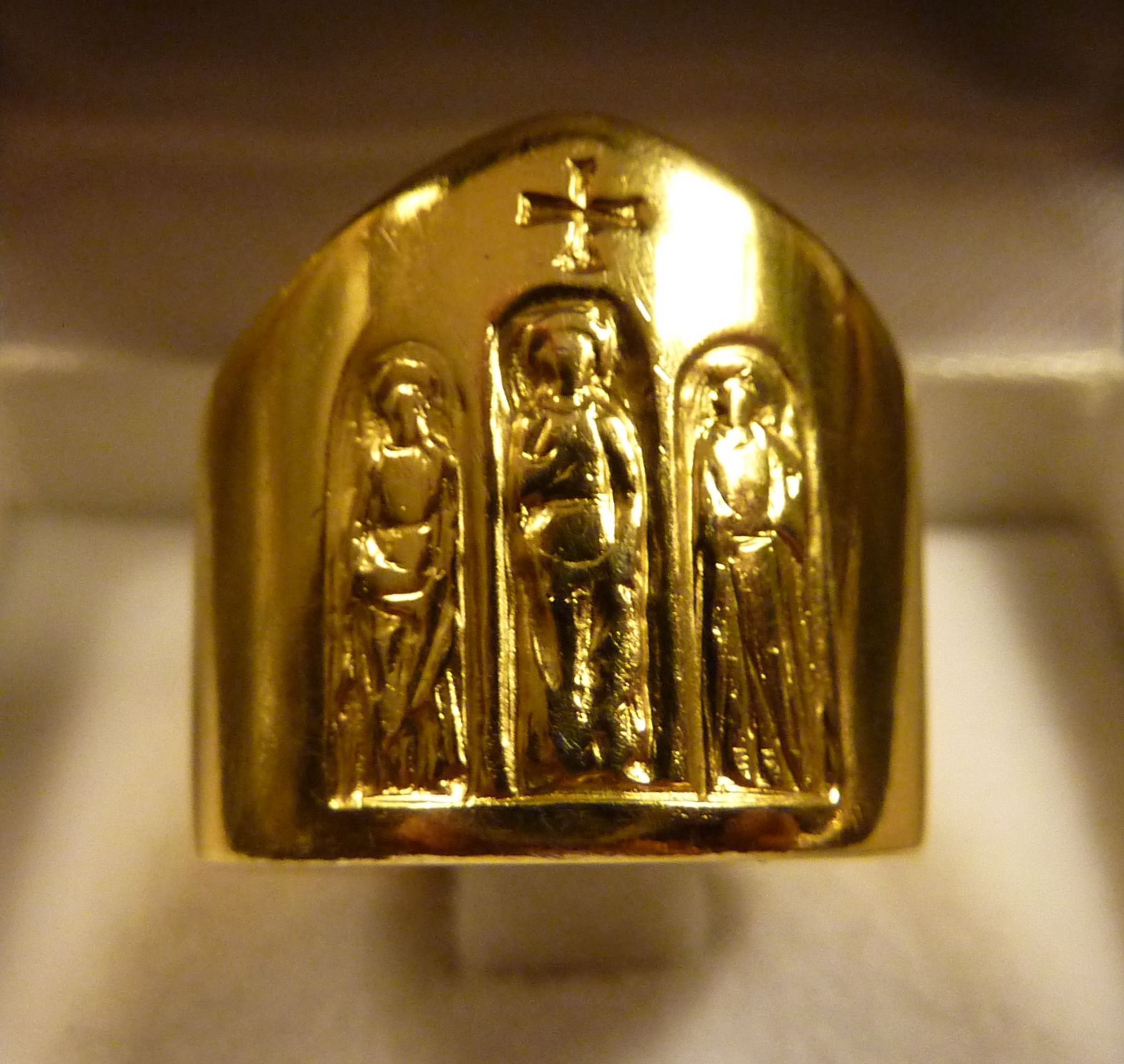
"Anell del Concili" lliurat als cardenals participants

Entrant a la quarta sessió, Pau VI i la majoria dels bisbes volien que fos l'última. El cardenal Ritter va observar que "ens van quedar estancats per les tàctiques dilatòries d'una minoria molt reduïda" a la cúria que era més efectiva en comunicar-se amb el papa que la majoria més progressista:3 Onze esborranys van quedar sense acabar al final de la tercera sessió,:238–50 i les comissions van treballar per donar-los la seva forma final. L'esborrany 13, sobre l'Església al món modern, va ser revisat per una comissió que va treballar amb l'assistència de laics.

### Quart període: 1965 (14 de setembre - 8 de desembre)
Pau VI va obrir l'última sessió del concili el 14 de setembre de 1965 i l'endemà va promulgar el motu proprio que establia el Sínode dels bisbes. Aquesta estructura més permanent pretenia preservar una estreta cooperació dels bisbes amb el papa després del Concili.
El primer assumpte de la quarta sessió va ser l'examen del decret de llibertat religiosa, Dignitatis humanae, un dels documents conciliars més polèmics aprovats el 21 de setembre per 1.997 vots a favor i 224 en contra.:47–49 El treball principal de l'altra part de la sessió va ser el treball en tres documents, tots ells aprovats pels pares conciliars. A la constitució pastoral allargada i revisada sobre l'Església en el món modern, Gaudium et spes, van seguir els decrets sobre l'activitat missionera, Ad gentes, i sobre el ministeri i la vida dels sacerdots, Presbyterorum ordinis.:238–50
El concili també va aprovar definitivament altres documents que s'havien considerat en sessions anteriors. Aquests inclouen la Constitució dogmàtica sobre la revelació divina (Dei verbum) i els decrets sobre l'ofici pastoral dels bisbes (Christus Dominus), sobre la vida de les persones en ordes religiosos (ampliat i modificat des de sessions anteriors, finalment titulat Perfectae caritatis), sobre educació. per al sacerdoci (Optatam totius), sobre l'educació cristiana (Gravissimum educationis) i sobre el paper dels laics (Apostolicam actuositatem).:238–50
Un dels documents més controvertits va ser Nostra aetate, que afirmava que els jueus del temps de Crist, presos indistintament, i tots els jueus actuals no són més responsables de la mort de Crist que els cristians.
| «                         | És cert que les autoritats jueves i llurs partidaris urgiren la mort de Crist; això no obstant, allò que s'esdevingué en la Seva passió no es pot imputar ni indistintament a tots els jueus d'aleshores vius ni als jueus actuals. I, encara que l'Església sigui el nou poble de Déu, els jueus no han d'ésser presentats com ni com a reprovats per Déu ni com a maleïts, com si les dites coses es deduïssin de la Sagrada Escriptura. […] De més a més, l'Església, que reprova totes les persecucions contra qualsevol persones, recordant el patrimoni comú amb els Jueus, i no impulsada per raons polítiques, ans per la religiosa caritat evangèlica, deplora els odis, les persecucions, les manifestacions d'antisemitisme practicades en qualsevol temps i per qui sigui contra els jueus. | » |
| — Nostra aetate – punt 4. | |   |

Des del Concili s'han posat èmfasi en les millors relacions jueu-catòliques.
Un esdeveniment important dels darrers dies del concili va ser l'acte de Pau i el patriarca ortodox Atenàgoras d'una expressió conjunta de pesar per moltes de les accions passades que havien conduït al Gran Cisma entre les esglésies occidental i oriental.:236–7 
«La vella història del samarità ha estat el model de l'espiritualitat del Concili» (Pau VI, discurs, 7 de desembre). El 8 de desembre es va tancar formalment el concili, i els bisbes van professar la seva obediència als decrets del Concili. Per ajudar a tirar endavant el treball del Concili, Pau:
- abans havia format una Comissió Papal per als Mitjans de Comunicació Social per ajudar els bisbes amb l'ús pastoral d'aquests mitjans;
- va declarar un jubileu de l'1 de gener al 26 de maig de 1966 (posteriorment ampliat fins al 8 de desembre de 1966) per instar tots els catòlics a estudiar i acceptar les decisions del concili i aplicar-les en la renovació espiritual;
- va canviar el 1965 el títol i els procediments del Sant Ofici, donant-li el nom de Sagrada Congregació per a la Doctrina de la Fe, així com els títols i competències d'altres departaments de la cúria romana;
- va fer permanents les secretaries per a la promoció de la unitat dels cristians, per a les religions no cristianes i per als no creients.[52]

## Documents

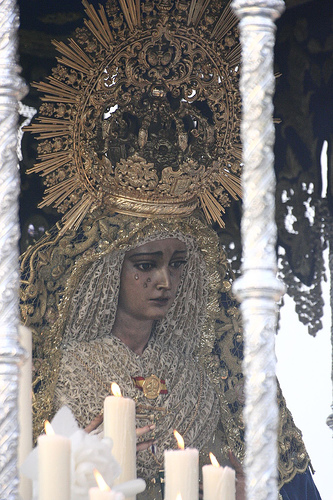
L'abolició del Divendres dels Dolors de la Mare de Déu és un exemple dels canvis en el calendari litúrgic després del Concili. La Verge de l'Esperança de Macarena

Després d'un llarg treball, va concloure en 16 documents, el conjunt dels quals constituïx una presa de consciència de la situació de l'Església i defineix les orientacions que s'imposen: quatre "constitucions" (documents de màxima importància), nou decrets i tres declaracions. Aquests documents són:
| Document                 | Títol en català                                                              | Data d'aprovació del text definitiu | Votació del text final | Data de promulgació    | Votació prèvia a la promulgació |
| ------------------------ | ---------------------------------------------------------------------------- | ----------------------------------- | ---------------------- | ---------------------- | ------------------------------- |
| Lumen Gentium            | Constitució Dogmàtica sobre l'Església                                       | 19 de novembre de 1964              | 2.134 - 10             | 21 de novembre de 1964 | 2.151 - 5                       |
| Dei Verbum               | Constitució Dogmàtica sobre la Divina Revelació                              | 29 d'octubre de 1965                | 2.081 - 27             | 18 de novembre de 1965 | 2.344 - 6                       |
| Sacrosanctum Concilium   | Constitució sobre la Sagrada Litúrgia                                        | 22 de novembre de 1963              | 2.159 - 19             | 4 de desembre de 1963  | 2.147 - 4                       |
| Gaudium et Spes          | Constitució Pastoral sobre l'Església en el món actual                       | 6 de desembre de 1965               | 2.111 - 251            | 7 de desembre de 1965  | 2.309 - 75                      |
| Christus Dominus         | Decret sobre sobre el ministeri pastoral dels Bisbes                         | 1 d'octubre de 1965                 | 2.167 - 14             | 28 d'octubre de 1965   | 2.319 - 2                       |
| Presbyterorum Ordinis    | Decret sobre el ministeri i vida dels preveres                               | 2 de desembre de 1965               | 2.243 - 11             | 7 de desembre de 1965  | 2.390 - 4                       |
| Optatam Totius           | Decret sobre la formació sacerdotal                                          | 13 d'octubre de 1965                | 2.196 - 15             | 28 d'octubre de 1965   | 2.318 - 3                       |
| Perfectae Caritatis      | Decret sobre l'adequada renovació de la vida religiosa                       | 11 d'octubre de 1965                | 2.126 - 13             | 28 d'octubre de 1965   | 2.321 - 4                       |
| Apostolicam Actuositatem | Decret sobre l'apostolat dels laics                                          | 10 de novembre de 1965              | 2.201 - 2              | 18 de novembre de 1965 | 2.305 - 2                       |
| Orientalium Ecclesiarum  | Decret sobre les Esglésies orientals catòliques                              | 20 de novembre de 1964              | 2.054 - 64             | 21 de novembre de 1964 | 2.110 - 39                      |
| Unitatis Redintegratio   | Decret sobre l'ecumenisme                                                    | 20 de novembre de 1964              | 2.054 - 64             | 21 de novembre de 1964 | 2.137 - 11                      |
| Ad Gentes                | Decret sobre l'activitat missionera de l'Església                            | 2 de desembre de 1965               | 2.162 - 18             | 7 de desembre de 1965  | 2.394 - 5                       |
| Inter Mirifica           | Decret sobre els Mitjans de comunicació social                               | 24 de novembre de 1963              | 1.598 - 503            | 4 de desembre de 1963  | 1.960 - 164                     |
| Nostra Aetate            | Declaració sobre les relacions de l'Església amb les Religions no cristianes | 15 d'octubre de 1965                | 1.763 - 242            | 28 d'octubre de 1965   | 2.221 - 88                      |
| Dignitatis Humanae       | Declaració sobre la llibertat religiosa                                      | 19 de novembre de 1965              | 1.954 - 249            | 7 de desembre de 1965  | 2.308 - 70                      |
| Gravissimum Educationis  | Declaració sobre l'Educació Cristiana                                        | 14 d'octubre de 1965                | 1.912 - 183            | 28 d'octubre de 1965   | 2.290 - 35                      |

### Constitució sobre la Sagrada Litúrgia
El primer document aprovat pel concili va ser Sacrosanctum Concilium ("Concili sobre el Més Sagrat") sobre la litúrgia de l'Església. Benet XVI va explicar que una idea essencial del propi concili és el "Misteri Pasqual (la passió, la mort i la resurrecció de Crist) com a centre del que és ser cristià i, per tant, de la vida cristiana, l'any cristià, les estacions cristianes, expressat. en Pasqua i el diumenge que sempre és el dia de la Resurrecció." Així, la litúrgia, especialment l'Eucaristia que fa present el misteri pasqual, és "el cim cap al qual es dirigeix l'activitat de l'Església; alhora és la font d'on brolla tota la seva força."
El tema que va tenir un efecte més immediat en la vida dels catòlics individuals va ser la revisió de la litúrgia. La idea central era que hi hauria d'haver una participació dels laics en la litúrgia, és a dir, que "hi participin plenament conscients del que fan, compromesos activament amb el ritu i enriquits pels seus efectes" (SC 11). Des de mitjans dels anys 60 s'ha concedit el permís per celebrar la missa en llengües vernacles. S'ha subratllat que la llengua utilitzada hauria de ser coneguda per la gent reunida. La quantitat d'Escriptures llegides durant la missa es va ampliar molt, a través de diferents cicles anuals de lectures. La versió revisada del text llatí de la missa continua sent el text autoritzat en què es basen les traduccions. La invitació a una participació més activa i conscient dels laics a través de la missa en llengua vernacla no es va aturar amb el decret de la litúrgia. Fou recollit pels documents posteriors del concili que demanava una participació més activa dels laics en la vida de l'Església, un allunyament del clericalisme cap a una nova era dels laics.

### Constitució dogmàtica sobre l'Església
La Constitució dogmàtica sobre l'Església Lumen gentium ("Llum de les nacions") va donar direcció a diversos dels documents que la van seguir, inclosos els sobre l'ecumenisme, les religions no cristianes, la llibertat religiosa i l'Església en el món modern. Una conclusió molt controvertida que sembla derivar de l'ensenyament dels bisbes en el decret és que, si bé "en cert sentit altres comunitats cristianes són institucionalment defectuoses", aquestes comunitats "en alguns casos poden ser més efectives com a vehicles de gràcia." El bisbe belga Emil de Smedt, comentant els defectes institucionals que s'havien col·locat a l'església catòlica, "va contrastar el model jeràrquic de l'església que encarnava la tríada de" clericalisme, legalisme i triomfalisme " amb un que emfatitzava el "poble de Déu" plens dels dons de l'Esperit Sant i radicalment iguals en gràcia", que va ser exaltat a Lumen Gentium. Segons Pau VI, «la finalitat més característica i últim dels ensenyaments del Concili» és la crida universal a la santedat. Joan Pau II anomena això "un aspecte intrínsec i essencial de l'ensenyament [dels Pares conciliars] sobre l'Església", on «tots els fidels de Crist, de qualsevol categoria o condició, són cridats a la plenitud de la vida cristiana i a la perfecció de la caritat» (Lumen gentium, 40). Francesc, en la seva carta apostòlica Evangelii Gaudium (17) que exposava la programàtica per al seu pontificat, deia que "a partir de l'ensenyament de la Constitució dogmàtica Lumen gentium" discutiria tot el Poble de Déu que evangelitza, la projecció missionera, la inclusió dels pobres a la societat, i la pau i el diàleg dins de la societat. Francesc també ha seguit la crida del Concili per a un estil de lideratge més col·legiat, mitjançant sínodes de bisbes i mitjançant l'ús personal d'un Concili assessor mundial de vuit cardenals.

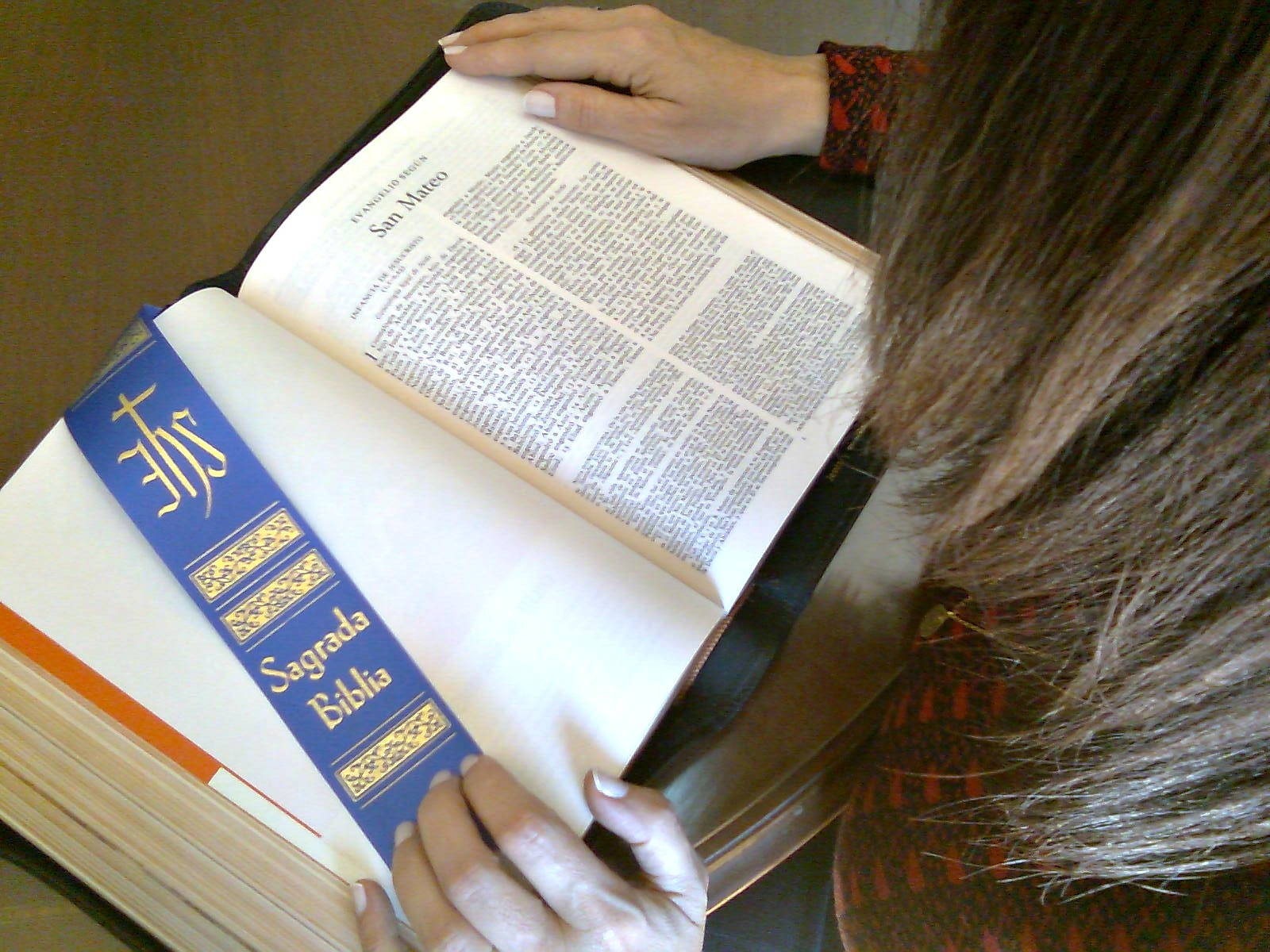
El Concili Vaticà II va encoratjar la lectura bíblica de la Bíblia en lloc de basar-se únicament en escrits devocionals, llibrets i la vida dels sants catòlics, com ho van fer el Concili de Trento i el Concili Vaticà I.

### Constitució dogmàtica sobre la revelació divina
El document del Concili Dei Verbum ("La Paraula de Déu") estableix el principi actiu en els altres documents del Concili que "L'estudi de la pàgina sagrada és, per dir-ho, l'ànima de la sagrada teologia". De la Dei Verbum es diu que "segurament és el més seminal de tots els documents conciliars", amb els fruits d'un retorn a la Bíblia com a fonament de la vida i de l'ensenyament cristians, evident en els altres documents conciliars. Joseph Ratzinger, que esdevindria Benet XVI, va dir de l'èmfasi a la Bíblia al concili que abans del Vaticà II els manuals de teologia continuaven confonent "proposicions sobre la revelació amb el contingut de la revelació. No representava veritats permanents de la fe, sinó les característiques peculiars de la polèmica posterior a la Reforma." Malgrat l'aprovació cautelosa de l'erudició bíblica sota Pius XII, els estudiosos sospitosos del Modernisme van ser silenciats fins al Vaticà II. El concili va posar fi definitivament a la Contrareforma i, amb un esperit d'aggiornamento, va tornar "darrere de sant Tomàs" ell mateix i els Pares, a la teologia bíblica que regeix els dos primers capítols de la Constitució sobre l'Església.» «Els documents del Concili Vaticà II estan traçats amb el llenguatge de la Bíblia... El viatge històric de l'església allunyat del seu enfocament anterior en aquestes fonts es va invertir al Vaticà II." Per exemple, el document del Concili sobre la litúrgia demanava un ús més ampli dels textos litúrgics, que ara estarien en llengua vernacla, juntament amb predicació més il·lustrada sobre la Bíblia que explica "l'amor entre Déu i la humanitat". La traducció de textos litúrgics a les llengües vernacles, l'admissió de la comunió en ambdós tipus per als laics, i l'expansió de les lectures de l'Escriptura durant la missa va ressonar amb la sensibilitat d'altres confessions cristianes, convertint així el Concili Vaticà II "una fita per als catòlics, els protestants [i] els ortodoxos".

### Constitució pastoral sobre l'Església en el món modern
Aquest document, batejat per les seves primeres paraules Gaudium et Spes ("Alegria i esperança"), es basa en la comprensió de Lumen Gentium de l'Església com a "poble pelegrí de Déu" i com a "comunió", conscient de la llarga història del l'ensenyament de l'Església i en contacte amb el que anomena els “signes dels temps”. Reflecteix la comprensió que el baptisme confereix a tota la tasca que Jesús va confiar a l'Església, estar en missió al món d'una manera que el temps actual pugui entendre, en col·laboració amb l'obra continuada de l'Esperit.

### Altres documents del Concili
- Declaració d'obertura – Gaudet Mater Ecclesia ("La Mare Església s'alegra") va ser la declaració d'obertura del Concili Vaticà II, pronunciada per Joan XXIII l'11 d'octubre de 1962 davant els bisbes i representants de 86 governs o grups internacionals. Critica els "profetes de la fatalitat que sempre pronostiquen el desastre" per a l'església o el món.[91] Parla de l'avantatge de la separació de l'Església i l'estat, però també del repte d'integrar la fe amb la vida pública. L'Església "respon a les necessitats d'avui explicant més plenament la validesa de la seva doctrina que no pas condemnant", reformulant la doctrina antiga per a l'eficàcia pastoral. Així mateix, l'Església és "moguda per la misericòrdia i la bondat cap als seus fills separats". Joan XXIII abans del seu papat havia demostrat els seus dots com a diplomàtic papal i com a nunci apostòlic a França.[92]
- Sobre els mitjans de comunicació social: el decret Inter mirifica ("Entre els meravellosos", 1963) aborda temes relacionats amb la premsa, el cinema, la televisió i altres mitjans de comunicació.
- Ecumenisme – El decret Unitatis redintegratio ("Reintegració de la Unitat", 1964) s'obre amb la declaració: "La restauració de la unitat entre tots els cristians és una de les principals preocupacions del Concili Vaticà II".
- De les Esglésies orientals catòliques - El decret Orientalium Ecclesiarum ("De les Esglésies orientals", 1964) reconeix el dret dels catòlics orientals en comunió amb la Santa Seu a mantenir les seves diferents pràctiques litúrgiques i evitar la llatinització. Els anima a "fer passos per tornar a les seves tradicions ancestrals".
- Activitat de missió – El decret Ad gentes ("A les nacions", 1965) tracta l'evangelització com la missió fonamental de l'Església catòlica, "portar bones notícies als pobres". Inclou seccions sobre la formació de missioners i la formació de comunitats.
- L'apostolat dels laics – El decret Apostolicam actuositatem ("Activitat apostòlica", 1965) declara que l'apostolat dels laics no és només "apropar el missatge i la gràcia de Crist als homes, sinó també penetrar i perfeccionar l'ordre temporal amb la esperit de l'Evangeli", en tots els àmbits de la vida, conjuntament o a través de diversos grups, amb una cooperació respectuosa amb la jerarquia de l'Església.
- L'ofici pastoral dels bisbes – El decret Christus Dominus ("Crist Senyor", 1965) posa un èmfasi renovat en la col·legialitat i en les fortes conferències dels bisbes, tot respectant el papat.

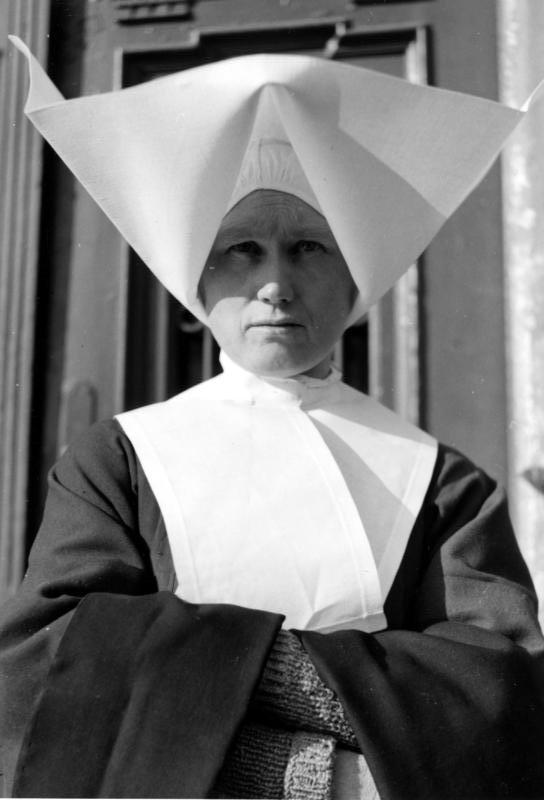
hàbit anterior al Vaticà II

- Sobre la llibertat religiosa - La declaració Dignitatis humanae ("De la dignitat de la persona humana", 1965) és "sobre el dret de la persona i de les comunitats a la llibertat social i civil en matèria religiosa".
- Religions no cristianes – La declaració Nostra aetate ("En el nostre temps", 1965) reflecteix que les persones s'estan apropant més en els nostres temps. L'Església «considera amb sincera reverència aquelles maneres de conducta i de vida, aquells preceptes i ensenyaments que, encara que difereixen en molts aspectes dels que té i exposa, sovint reflecteixen un raig d'aquesta Veritat que il·lumina tots els homes». I els jueus d'avui "no han de ser presentats com a rebutjats o maleïts per Déu" pel que li va passar a Jesús.
- L'adaptació i la renovació de la vida religiosa - El decret Perfectae Caritatis ("De la caritat perfecta", 1965) demana "l'adaptació i renovació de la vida religiosa [que] inclou tant el retorn constant a les fonts de tota la vida cristiana com a l'original. esperit dels instituts i la seva adaptació a les condicions canviants del nostre temps”.
- Sobre el ministeri i la vida dels sacerdots – El decret Presbyterorum ordinis ("L'orde dels sacerdots", 1965) descriu els sacerdots com "pare i mestre", però també "germans entre germans amb tots els que han renascut a la pila baptismal". Els sacerdots han de "promoure la dignitat" dels laics, "escoltar-los amb voluntat", reconèixer i fomentar amb diligència els "carismes exaltats dels laics", i "confiar als laics deures al servei de l'Església, donant-los llibertat i espai per a acció". A més, es comenten amb detall les necessitats humanes i espirituals dels sacerdots.
- Sobre la formació sacerdotal - El decret Optatam totius ("Desitjat [renovació] del conjunt", 1965).
- Sobre l'educació cristiana - la declaració Gravissimum educationis ("Moment de l'educació extremadament important", 1965).[93]
- Declaració final – El 12 de gener de 1966, un mes després de la cloenda del Concili, Pau VI va escriure la carta Udienze Generale sobre com s'havia d'interpretar el Concili.[94]

## Objeccions al Concili

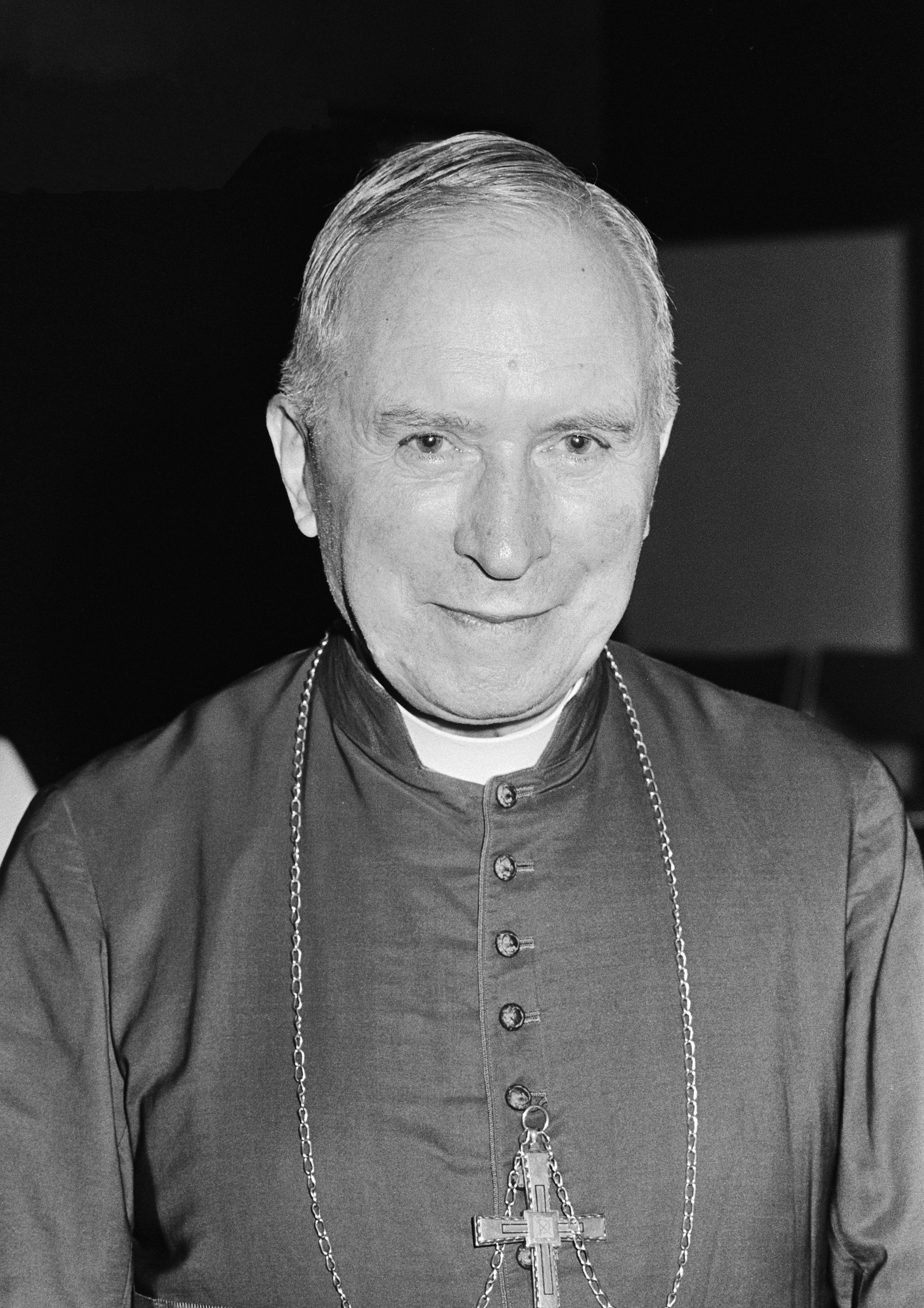
L'arquebisbe francès Marcel Lefebvre, un dels principals objectors al Concili

El qüestionament de la naturalesa i fins i tot de la validesa del Concili Vaticà II continua sent un punt de conflicte de rebuig i conflicte entre diverses comunitats religioses, algunes de les quals no estan en comunió amb l'Església catòlica. En particular, es poden distingir dues escoles de pensament:
- Diversos catòlics tradicionalistes, que afirmen que les reformes modernitzadores derivades tant directa com indirectament del concili van comportar en conseqüència efectes perjudicials, actes heretges i indiferència als costums, creences i pràctiques pietoses de l'Església abans de 1962. A més, diuen que hi és una contradicció doctrinal entre el concili i les declaracions papals anteriors sobre la fe, la moral i la doctrina declarades abans del propi concili.[96] A més, afirmen que el Concili va descentralitzar la noció anterior de la supremacia de l'Església Catòlica sobre altres religions tot desmoralitzant les seves antigues pràctiques pietoses de religiositat. Asseguren que, com que no hi havia proclames dogmàtiques definides dins dels documents del Concili, aquests documents no són infal·libles i, per tant, no són canònicament vinculants per als fidels catòlics, sobretot quan aquests documents conciliars donen pas, com diuen, a la laxa implementació de doctrines catòliques de llarga data que anteriorment van ser sancionades i mantingudes pels antics papes abans de 1962. A la llum d'això, la majoria dels catòlics tradicionalistes s'adheriran exclusivament al Codi de Dret Canònic de 1917.[d]
- Els sedevacantistes van més enllà d'això en afirmar que, després de trencar amb la tradició catòlica i advocar l'heretgia, els papes presents i futurs no poden reclamar legítimament el papat. Per tant, roman vacant, fins que un altre reclamant papal abandona formalment el concili Vaticà II i restableix les antigues normes tradicionals (abans de 1962 o abans del regnat de Joan XXIII).

L'edició més recent del Codi de Dret Canònic de 1983 estableix que els catòlics no poden ignorar l'ensenyament d'un concili ecumènic encara que aquest no proposi el seu ensenyament com a definitiu. En conseqüència, també manté l'opinió que només l'actual Papa viu jutja el criteri de pertinença per estar en comunió amb l'Església. El dret canònic actual articula a més:
| « | Encara que no sigui un assentiment de la fe, s'ha de donar una submissió religiosa de l'intel·lecte i la voluntat a una doctrina que el Summe Pontífex o el Col·legi dels Bisbes declarin sobre la fe o la moral quan exerceixen l'autèntic Magisteri, encara que no pretenguin proclamar. ho per acte definitiu; per tant, els fidels cristians han de tenir cura d'evitar aquelles coses que no hi estan d'acord. | » |

## Llegat

### Alguns canvis derivats del Vaticà II
El Concili va tractar les relacions entre l'Església catòlica i el món modern. Diversos canvis derivats del Concili inclouen la renovació de la vida consagrada amb un carisma revisat, els esforços ecumènics amb altres confessions cristianes, el diàleg interreligiós amb altres religions i la crida universal a la santedat, que segons Pau VI era "la més característica". i finalitat última dels ensenyaments del Concili".
Segons el papa Benet XVI, el missatge més important i essencial del concili era "el misteri pasqual com a centre del que és ser cristià i, per tant, de la vida cristiana, l'any cristià, les estacions cristianes". Altres canvis que van seguir el Concili inclouen l'ús generalitzat de llengües vernacles a la missa en lloc del llatí, l'assignació de la comunió sota les dues espècies per als Laics, el desús subtil de la regalia clerical adornada, la revisió de les pregàries eucarístiques, l'abreviatura del calendari litúrgic, la capacitat de celebrar la missa versus populum (amb l'oficiant de cara a la congregació), així com l'ad orientem (de cara a "Orient" i el Crucifix), i els canvis estètics moderns que engloben la música i les obres d'art litúrgiques catòliques contemporànies. Amb molts d'aquests canvis ressonant amb les perspectives d'altres denominacions cristianes que van enviar observadors al Concili Vaticà II, va ser una "fita ecumènica per als catòlics, els protestants [i] els ortodoxos". Aquests canvis, encara que elogiats per molts catòlics fidels, segueixen sent divisoris entre els que s'identifiquen com a catòlics tradicionalistes.
A més de l'orientació espiritual general, el Concili Vaticà II va produir recomanacions molt concretes, com en el document Gaudium et Spes: "Qualsevol acte de guerra dirigit indistintament a la destrucció de ciutats senceres d'extenses àrees juntament amb la seva població és un crim contra Déu. i l'home mateix. Mereix una condemna inequívoca i sense dubtar."
Dignitatis humanae, escrit en gran part pel teòleg nord-americà John Courtney Murray, va desafiar els pares conciliars a trobar "raons per a la llibertat religiosa" en les quals creien,:8 i va treure de l'estudiós de les escriptures John L. McKenzie el comentari: "L'Església pot sobreviure al trastorn del desenvolupament millor que no pas la mort viva de la immobilitat organitzada.":106
Com a resultat de les reformes del Vaticà II, el 15 d'agost de 1972 Pau va emetre el motu proprio Ministeria Quaedam que en efecte va suprimir les ordres menors i els va substituir per dos ministeris, el de lector i el d'acòlit. Una diferència important va ser: "Els ministeris es poden assignar a cristians laics; per tant, ja no s'han de considerar reservats als candidats al sagrament de l'orde."

### L'Esperit del Vaticà II
Sovint s'entén per "esperit del Vaticà II" la promoció dels ensenyaments i les intencions atribuïdes al Concili Vaticà II de maneres no limitades a lectures literals dels seus documents, anomenades com la "carta" del Concili Com senyala Sant Pau, "Perquè la lletra mata, però l'Esperit dona vida"
L'esperit del Vaticà II és invocat per a una gran varietat d'idees i actituds. El bisbe John Tong Hon de Hong Kong l'ha utilitzat només pel que fa a una obertura al diàleg amb els altres, dient: "Ens guiem per l'esperit del Vaticà II: només el diàleg i la negociació poden resoldre els conflictes."
En canvi, Michael Novak ho va descriure com un esperit que:
| « | ... de vegades es va disparar molt més enllà dels documents i decisions reals i durament guanyats del Vaticà II. ...Era com si el món (o almenys la història de l'Església) s'hagués de dividir ara només en dos períodes, el pre-Vaticà II i el post-Vaticà II. Aleshores, tot el "pre" es va descartar pràcticament, pel que importava la seva autoritat. Pels més extrems, ser catòlic significava ara creure més o menys tot allò que es voldria creure, o almenys en el sentit en què ho interpretava personalment. Un podria ser catòlic "d'esperit". Es podria entendre per catòlic la "cultura" en què va néixer, més que no pas com un credo que fa exigències objectives i rigoroses. Es podria imaginar Roma com un anacronisme llunyà i irrellevant, una vergonya, fins i tot un adversari. Roma com "aquells" | » |

Des d'una altra perspectiva, l'historiador de l'Església John W. O'Malley escriu:
| «                                                                   | Per a les noves esglésies va recomanar l'adaptació a les cultures locals, inclosa l'adaptació filosòfica i teològica. També va recomanar que els missioners catòlics cerquin maneres de cooperar amb missioners d'altres religions i d'afavorir relacions harmonioses amb ells. Afirmava que l'art de totes les races i països tenia un abast en la litúrgia de l'església. De manera més general, va deixar clar que l'església era simpatitzant amb la forma de vida de diferents pobles i races i estava disposada a apropiar-se d'aspectes de diferents tradicions culturals. Tot i que semblaven obvi, aquestes disposicions eren portentoses. On conduirien? | » |
| — John O'Malley, Què va passar al Vaticà II? (Belknap Press, 2010). | |   |

### Cinquantè aniversari
Per commemorar el cinquantè aniversari de l'inici del Vaticà II, l'octubre de 2011, Benet XVI va declarar el període des d'octubre de 2012 fins a la Solemnitat de Crist Rei a finals de novembre de 2013 com a "Any de la Fe", com:
| « | ...una bona oportunitat per fer entendre que els textos llegats pels pares conciliars, en paraules de Joan Pau II, "no han perdut res del seu valor o brillantor". Cal llegir-los correctament, ser àmpliament coneguts i considerats com a textos importants i normatius del Magisteri, dins de la Tradició de l'Església. ...Em sento més que mai en el deure d'assenyalar el Concili com la gran gràcia atorgada a l'Església al segle xx: hi ha una brúixola segura per a orientar-nos en el segle que comença.. | » |

### Vaticà II i el pontificat del papa Francesc
S'ha suggerit que el pontificat de Francesc serà considerat com el "moment decisiu de la història de l'església en què finalment es va fer realitat tota la força de la visió reformista del Concili Vaticà II".":178 Francesc va tornar al tema dels recursos del Vaticà II, trencant amb la tradició filosòfica catòlica que s'havia originat amb Tomàs d'Aquino set segles abans, i va buscar les fonts originals del Nou Testament.:54 En contrast amb Joan Pau II, que va emfatitzar la continuïtat amb el passat en els ensenyaments del Vaticà II, Les paraules i les accions de Francesc es van destacar des del principi per les seves discontinuïtats, amb èmfasi en el mateix Jesús i en la misericòrdia: "una església pobre i per als pobres", "eliminació dels adorns barrocs" en les celebracions litúrgiques i revisió de la els aspectes institucionals de l'església.:32–33 Des del seu primer gest quan va ser elegit Papa, anomenant-se simplement bisbe de Roma, Francesc va connectar amb l'empenta del concili llunyà del "legalisme, el triomfalisme i el clericalisme". Va fer un major ús dels sínodes de l'església, i va instituir una manera més col·legial de govern constituint un Concili de Cardenals Assessors de tot el món per ajudar-loque un historiador de l'església anomena el "pas més important en la història de l'església durant els darrers 10 segles". La seva reorientació de l'Església en “una teologia moral que es recolza en l'Escriptura i en el manament d'estimar de Jesús” també es veu com a provinent del Concili, així com la seva elevació dels laics a la missió i la crida a la presència de dones als teòlegs. Ha suavitzat la imatge "prohibidora" de l'Església aplicant els punts de vista del Vaticà II sobre el respecte a la consciència a qüestions com l'ateisme, l'homosexualitat i els sagraments. Això ha donat lloc a una lluita entre "ièrdics anti-Vaticà II i clergues que prefereixen la generositat d'esperit de Joan XXIII (i Francesc) ." En la qüestió de la litúrgia, ha intentat avançar en la renovació iniciada pel Vaticà II que suscitaria una participació més conscient i activa del poble. I mentre que els seus predecessors havien tingut una visió tènue de la teologia de l'alliberament, la seva visió més positiva es considera que flueix d'un discerniment dels "signes dels temps" demanat per la Gaudium et spes.:357  Va nomenar més cardenals de l'hemisferi sud i va constituir un Concili assessor de vuit cardenals d'arreu del món per assessorar-lo sobre la reforma, que un historiador de l'església anomena el "pas més important en la història de l'església durant els darrers 10 segles."

## Participants del concili
- Els 2450 bisbes de l'Església. L'únic grup que va ser exclòs foren els bisbes del bloc comunista xinès, raó per la qual n'hi van faltar uns 200. Hi havia un conveni amb els soviètics de poder deixar sortir i entrar els bisbes als seus països sense entrebancs. És el concili més gran quant a quantitat (Calcedònia 200; Trento 950; Vaticà I 690) i quant a catolicitat, perquè era la primera vegada que hi participaven bisbes en manera substancial no europeus (sobretot africans i asiàtics). En els primers dos anys van predominar els bisbes europeus, però les següents sessions van ser més participades. Fins i tot hi van participar alguns cardenals teòlegs o no bisbes però per insistència de Joan XXIII al final van ser tots ordenats bisbes. A més hi van participar alguns abats de grans ordes religiosos (franciscans, caputxins, benedictins, dominicans, teatins, jesuïtes, etc.).
- Teòlegs convidats del Papa com a consultors i no com membres plens (Yves Congar, Karl Rahner, Henri de Lubac Philips; podien escoltar però no parlar en l'aula), no podien entrar a l'aula però tenien influència en les comissions (aquelles 10 ja esmentades). A l'inici del Concili es dona el nomenament de les comissions conciliars (dos terços nomenats pels bisbes i un terç pel papa), tot tenint com tasca guiar i escriure aquells decrets ja discutits a l'aula.
- Consultors de les Esglésies ortodoxes i de les Esglésies protestants.
- Auditors laics, entre ells el català Ramon Sugranyes.
- Observadors, i catòlics laics (cf. Mary Goldic, Ospite a casa propia (ed. en anglès)
- Periodistes. Es donen moltes publicacions però especialment Times. (Raniero en la Valle Avennie; Caprile en Civiltá Catòlica; Frank Furteer en Allgemeine Zeitung; Le monde, Assomptionisti La Croix; F-X Murphy CSSR amb el pseudònim de Xavier Rynne a Ney York; també alguns llibres YVES CONGAR, non journal du concili)

### Pares conciliars naturals delsPaïsos Catalans

#### Balears
- Julià Adrover i Llaneras, C.R. (Felanitx, 02.04.1900), superior general de l'Orde de Clergues Regulars Teatins. No assistí al darrer període de sessions.
- Manuel Moll i Salord (Ciutadella de Menorca, 15.03.1897), bisbe de Tortosa.
- Damià Nicolau i Roig, T.O.R. (Vilafranca de Bonany, 29.10.1907), bisbe titular de Bararus i prelat d'Huamachuco, Perú. No assistí al primer període de sessions.
- Francesc Planas i Muntaner (Palma, 26.01.1904), bisbe d'Eivissa.

#### Catalans
- Anselm Maria Albareda i Ramoneda, O.S.B. (Barcelona, 16.02.1892), cardenal-diaca de S. Apollinare alle Terme Neroniane-Alessandrine, prefecte de la Biblioteca Vaticana.
- Camil Plàcid Crous i Salichs, O.F.M.Cap. (Calella, Maresme, 16.06.1896), bisbe titular de Cratia i vicari apostòlic de Sibundoy, Colòmbia.
- Jaume Font i Andreu (Vic, 23.01.1894), bisbe de Donostia. Només assistí al primer període de sessions.
- Pere Grau i Arola, C.M.F. (Sant Jaume de Viladrover, El Brull, 02.02.1903), bisbe titular de Pella i vicari apostòlic de Quibdó, Colòmbia.
- Pere Celestí Gusi i Rossell O.S.B. (Barcelona, 03.11.1897), abat general de la Confederació Benedictina.
- Ramon Iglésias i Navarri (Durro, 28.01.1889), bisbe d'Urgell i copríncep d'Andorra.
- Narcís Jubany i Arnau (Santa Coloma de Farners, 12.08.1913),[137][138] bisbe titular d'Ortosia di Fenicia i auxiliar de Barcelona, més tard bisbe de Girona.
- Ramon Masnou i Boixeda (Santa Eugènia de Berga, 03.09.1907), bisbe de Vic.
- Enric Pla i Deniel (Barcelona, 19.12.1876), cardenal del títol de S. Pietro in Montorio, arquebisbe de Toledo. Només assistí al primer període de sessions.
- Josep Pont i Gol (Bellpuig, 09.04.1907), bisbe de Sogorb-Castelló.
- Carles Riu i Anglès (Sant Andreu de Palomar, Barcelona, 07.01.1901), bisbe de Camagüey, Cuba. No assistí al darrer període de sessions.
- Ramon Sanahuja i Marcè (Banyeres del Penedès, 10.12.1890), arquebisbe de Cartagena. Només assistí al primer i al segon període de sessions.
- Maties Solà i Farell, O.F.M.Cap. (Sant Llorenç Savall, 11.08.1884), bisbe titular de Colofó i vicari apostòlic emèrit de Bluefields, Nicaragua.

#### Valencians
- Lluís Almarcha i Hernàndez (Oriola, 14.10.1887), bisbe de León.
- Pau Barrachina i Estevan (Xèrica, 31.10.1912), bisbe d'Oriola-Alacant.
- Josep Bascuñana i López (Oriola, 30.12.1905), bisbe de Ciudad Rodrigo.
- Emili Benavent i Escuín (València, 10.04.1914), bisbe coadjutor de Màlaga. Només assistí al primer i al tercer períodes de sessions.
- Vicent Enrique i Tarancón (Borriana, 14.05.1907), bisbe de Solsona, més tard arquebisbe d'Oviedo.
- Rafael Gonzàlez i Moralejo (València, 18.05.1918), bisbe titular de Dardanus i auxiliar de València.
- Joan Hervàs i Benet (Puçol, 30.11.1905), bisbe titular de Dora i prelat de Ciudad Real.
- Manuel Llopis i Ivorra (Alcoi, 17.01.1902), bisbe de Coria-Càceres.
- Vicent Roig i Villalba, O.F.M.Cap. (Guadassuar, 29.08.1904), bisbe titular d'Arad i vicari apostòlic de Valledupar, Colòmbia.

## Interpretacions del Concili
El Concili del Vaticà II ha estat objecte d'almenys dues interpretacions contraposades. Segons l'oficial, apologètica o favorable, hauria constituït en la vida de l'església i de les seves relacions amb el món exactament el que es pretenia, una nova primavera, i tot posterior fet negatiu per a la importància de l'Església, com la disminució d'efectius sacerdotals i religiosos o de l'assistència als oficis dominicals en gairebé un 70%, no ha d'entendre's en un sentit immediat de causa-efecte.
La interpretació negativa sosté que, mentre els texts del concili són en el fons i en la forma d'impecable factura i ortodòxia, el que s'hauria estès a la praxi eclesial hauria estat una interpretació d'acord amb el modernisme, ja gestada des de dècades abans i condemnada per Pius X a l'encíclica Pascendi Dominici Gregis. Seria aquesta versió, del tot fora de l'esperit i la lletra dels textos conciliars, la que s'hauria obert pas fora del Concili oficial i predominat en els mitjans eclesiàstics i extraeclesiàstics; aquesta no seria sinó la versió amb rètol catòlic d'una nova i global religió de la humanitat, que seria en el fons el veritable propòsit de l'ecumenisme.
Benet XVI, va realitzar una avaluació del concili declarant: "Així podem avui tornar la mirada amb gratitud al Concili del Vaticà II: si el llegim i acollim guiats per una hermenèutica correcta, pot ser i arribar a ser cada vegada més una gran força per a la necessària renovació de l'Església." En termes semblants es va expressar respecte a l'acceptació de la llibertat religiosa, revalidant-la, encara que recordant que no contradiu l'obligació per als catòlics d'intentar convertir tothom: "El Concili Vaticà II, en reconèixer i fer seu, amb el Decret sobre la llibertat religiosa, un principi essencial de l'Estat modern, va recuperar el patrimoni més profund de l'Església."